# Zgodovina Rimskega cesarstva
Zgodovina Rimskega cesarstva se začne po zaključku t. i. republikanske dobe antičnega Rima (Rimski republiki), traja več kot 16 stoletij in vključuje več stopenj razvoja rimske države: obdobje zgodnjega Rimskega cesarstva, obdobje, v katerem se je razdelilo na zahodno in vzhodno polovico in obdobje srednjeveškega Vzhodnega rimskega ali Bizantinskega cesarstva do začetka novega veka.
Kot začetek cesarskega obdobja običajno štejemo vladavino Gaja Avgusta Oktavijana, pranečaka in posinovljenca Julija Cezarja. Po Vespazijanu, ki prvi ni bil iz Julijsko-klavdijske dinastije, se je ime Cezar iz družinskega imena pretvorilo v uradni cesarjev naslov.

## 27. pr. n. št.-14 n. št.: Oktavijan
Oktavijan je bil pranečak in posinovljenec Julija Cezarja, ki je v kaotičnem obdobju po Cezarjevemu umoru postal osrednja vojaška osebnost v Rimski republiki. Leta 43 pr. n. št. je pri dvajsetih letih postal eden od članov drugega triumvirata, političnega zavezništva z Markom Emilijem Lepidom in Markom Antonijem. Oktavijan in Mark Antonij sta leta 42 pr. n. št. v bitki pri Filipih porazila in ubila še zadnja Cezarjeva morilca Marka Junija Bruta in Gaja Kasija Longina, potem pa so se njuni odnosi začeli zaostrovati. Triumvirat je zaradi nasprotujočih si ambicij njegovih članov leta 32 pr. n. št. razpadel. Lepid je moral v izgnanstvo, Mark Antonij pa je sklenil zavezništvo z egipčansko kraljico Kleopatro in po porazu v bitki pri Akciju leta 30. pr. n. št. naredil samomor. Oktavijan je po njegovi smrti Egipt priključil k Rimskemu cesarstvu.
Oktavijan je kot edini vladar Rima začel temeljito reformirati vojsko, davčni sistem in državno politiko. Senat mu je podelil pravico, da sam imenuje člane senata in guvernerje provinc, in s tem zanj ustvaril tisto, kar je kasneje postalo položaj rimskega cesarja. Leta 27 pr. n. št. je v senatu priredil predstavo, na kateri je ponudil prenos svojih pooblastil nazaj na senat. Senat je njegovo ponudbo zavrnil in s tem potrdil njegov položaj v državi in novo politično ureditev. Oktavijanu je nato podelil naslov avgust, ki je postal del njegovega osebnega imena, sam pa si je nadel naslov princeps – prvi državljan ali, v prenesenem pomenu, prvi med enakimi. Avgust  je začel skrbno oblikovati svoja pooblastila v okviru republiških ustavnih načel, hkrati pa je zavračal vse naslove, ki so jih Rimljani povezovali z monarhijo, na primer rex (kralj).
Diktaturo, vojaški ukrep, ki je v Republiki običajno trajal samo šest mesecev v sezoni vojnih pohodov, je začel prvi zlorabljati Sula v poznih 80. letih pr. n. št. in za njim Cezar sredi 40. let pr. n. št.. Naslov diktator so nato uradno ukinili.
Oktavijan je kot Cezarjev posvojenec v svoje osebno ime vključil tudi Cezarjevo ime in ga prenesel na svoje naslednike iz Julijsko-klavdijske dinastije. Po Vespazijanu, ki prvi ni bil iz Julijsko-klavdijske dinastije, se je ime Cezar iz družinskega imena pretvorilo v uradni cesarjev naslov.
Avgust je svoj neobičajen in zgodovinsko edinstven položaj ustvaril z združevanjem ustavnih pristojnosti več republikanskih državnih funkcionarjev. Leta 23 pr. n. št. se je odpovedal konzulskemu naslovu, vendar je obdržal svoj konzulski imperium, kar je privedlo do drugega kompromisa med Avgustom in senatom, znanega kot druga poravnava. Od senata je dobil tudi pooblastila ljudskega tribuna (tribunicia potestas), ne pa tudi tribunskega naslova, kar mu je kljub temu dajalo pravico do sklicevanje senata in ljudske skupščine po lastni presoji, pravico veta na sklepe skupščine in senata, nadzor nad volitvami in pravico, da na vseh shodih govori prvi. V Avgustova tribunska pooblastila je bilo vključenih tudi nekaj pooblastil, ki so bila običajno rezervirana za rimskega cenzorja. Mednje so spadale pravica do nadziranja javne morale, pregledovanja zakonov, s katerim so zagotovili, da so v javnem interesu in zmožnost obvladovanja cenzusa in določanja članstva v senatu. Takšnih pooblastil in moči ni imel pred njim noben rimski tribun. Prvič v rimski zgodovini se je zgodilo tudi to, da so se pooblastila tribuna in cenzorja združila v eni osebi, četudi Avgust nikoli ni bil izvoljen za cenzorja. Ali je senat cenzorska pooblastila Avgustu podelil kot del tribunskih pooblastil ali si jih je enostavno  prilastil, je stvar razprave.
Avgust je poleg tribunskih pooblastil dobil tudi edinstven imperium v samem Rimu. Vse oborožene sile v mestu, ki so bile nekoč pod poveljstvom mestnega prefekta, so prišle pod izključno Avgustovo poveljstvo. Avgustu so za povrh podelili še oblast nad vsemi prokonzuli (imperium proconsulare maius), s katero je dobil  pravico do vmešavaja v zadeve katere koli province in preklica imenovanja provincijskih guvernerjev. Z njim je postal kot dozdevni poveljnik rimske armade tudi edini posameznik, ki je lahko uspešnim generalom priredil triumf.
Senat je rimske province razvrstil v dve kategoriji. Obmejne province, v katerih je bila nastanjena večina rimskih legij, je razvrstil med cesarske province, ki so pripadle Avgustu. Mirne notranje province je razvrstil med senatske province, katere so, tako kot v Republiki, upravljali senatorji z enoletnim mandatom. V Egipt, ki je bil Avgustova zasebna posest in vir njegovega ogromnega bogastva in moči, je bil senatorjem vstop prepovedan tudi za zasebne obiske. Dohodki iz cesarskih provinc so se stekali v fiscus, s katerim je razpolagal izključno Avgust. Dohodki iz senatskih provinc so se še naprej stekali v državno zakladnico (aerarium), ki je bila pod nadzorom senata.
Število rimskih legij, ki se je zaradi državljanskih vojn povzpelo na 50, so zmanjšali na 28. Več legij, predvsem tiste z dvomljivo lojalnostjo, so enostavno razpustili. Nekatere legije so združili, kar nakazuje njihov naziv Gemina (dvojčica). Avgust je ustanovil devet posebnih kohort za vzdrževanje miru v Italiji. Tri od njih, pretorijsko stražo, je obdržal v Rimu. Nadzor nad fiskusom mu je omogočal izplačila posebnih nagrad vojakom, s čimer si je zagotovil njihovo popolno lojalnost.
Avgust je zaključil osvajanje Hispanije, njegovi generali pa so rimske posesti razširili v Afriko in Malo Azijo. Njegova zadnja naloga je bila zagotoviti miren prenos svojih pooblastil na naslednika. Prvi kandidat za naslednika je bil njegov pastorek Tiberij, ki je osvojil Panonijo, Dalmacijo, Retijo in za nekaj časa Germanijo.  Leta 6 pr. n. št. je nanj prenesel nekaj svojih pooblastil in ga kmalu zatem razglasil za svojega naslednika. Leta 13 n. št. je bil sprejet zakon, ki je Avgustovo oblast v provincah razširil na Tiberija. Tiberijeva pooblastila so se s tem izenačila z Avgustovimi in postala neodvisna.
Avgust si je prizadeval zavarovati meje cesarstva na Donavi in Labi in ukazal napasti Ilirik, Mezijo, Panonijo južno od Donave in Germanijo zahodno od Labe. Vojni pohodi so sprva potekali po načrtu, potem pa se je zataknilo. Leta 6 so se uprla ilirska plemena, leta 9 pa so Germani pod Arminijevim poveljstvom v bitki v Tevtoburškem gozdu popolnoma uničili tri legije pod poveljstvom Publija Kvintilija Vara. Avgust je postal previden. Zavaroval je vsa ozemlja zahodno od Rena in južno od Donave in se zadovoljil z maščevalnimi vojnimi pohodi. Ren in Donava sta postala stalna severna meja Rimskega cesarstva.
Avgust je leta 14 po štiridesetih letih vladanja umrl, star 75 let. Nasledil ga je Tiberij.

## 14-68: Julijsko-klavdijska dinastija
Avgust je imel po hčerki Juliji starejši tri vnuke: Gaja Cezarja, Lucija Cezarja in Agripa Postuma. Nobeden ni živel dovolj dolgo, da bi ga nasledil, zato je za svojega naslednika izbral pastorka Tiberija. Tiberij je bil sin tretje Oktavijanove žene Livije iz njenega zakona s Tiberijem Neronom. Avgust je bil iz Julijske rodbine (gens Iulia), ki je bila ena od najstarejših rimskih patricijskih rodbin, medtem ko je bil Tiberij iz klavdijske rodbine (gens Claudia), ki je bila samo malo mlajša od Julijcev. Njuni trije nasledniki, Kaligula, Klavdij in Neron, so bili potomci obeh rodbin, zato jih zgodovinarji obravnavajo kot Julijsko-klavdijsko dinastijo. 

### 14-37: Tiberij
Prva leta Tiberijeve vladavine so bila relativno mirna. Utrjeval je rimsko oblast in bogatil njeno zakladnico. Za njegovo vladanje je kmalu postala značilna paranoja, ki se je začela z nizom procesov za izdajstvo in usmrtitev. Oblast je prepustil poveljniku svoje straže Luciju Eliju Sejanu, sam pa se je leta 26 umaknil v svojo vilo na Kapriju. Sejan je z zadovoljstvom nadaljeval sodne procese in ob tem utrjeval svojo oblast. Leta 31 je bil imenovan za Tiberijevega sokonzula, se poročil s cesarjevo nečakinjo Livilijo in dosegel višek svoje moči. Cesarjeva paranoja, ki jo je s pridom uporabljaj v svojo korist, se je zdaj obrnila proti njemu. Cesar je še isto leto njega in mnogo njegovih pristašev obsodil na smrt, preganjanje nasprotnikov se je nadaljevalo do Tiberijeve smrti leta 37.

### 37-41: Kaligula
V času Tiberijeve smrti je bila večina možnih kandidatov za njegovega naslednika ubita. Logični naslednik in njegov osebni izbranec je bil 24-letni pranečak Gaj, bolj znan kot Kaligula. Kaligula je bil sin Germanika in Agripine starejše. Njegova stara starša po očetovi strani sta bila Neron Klavdij Druz in Antonija Minor, po materini strani pa Mark Vipsanij Agripa in Julija starejša.
Kaligulov začetek vladanja je bil dober. Prekinil je preganjanje Tiberijevih domnevnih nasprotnikov in zažgal njegove zapise. Na žalost je kmalu zbolel. Njegova duševna nestabilnost bi lahko bila posledica encefalitisa, hipertiroidizma ali živčnega zloma, ki ga je morda povzročil stres zaradi njegovega položaja. Kakor koli že, bolezen je povzročila očitno spremembo v njegovem vladanju in njegovi življenjepisci so zapisali, da je zblaznel.
Večina podatkov o Kaliguli je v Svetonijevem  Življenju dvanajstih cesarjev. Po Svetoniju je Kaligula nameraval za senatorja imenovati tudi svojega najljubšega konja Incitata. Svojim vojakom je ukazal, naj napadejo Britanijo in obranijo morskega boga Neptuna. V zadnjem trenutku se je premislil in jim namesto tega ukazal, naj na severni francoski obali nabirajo školjke. Domneva se, da je imel krvoskrunske odnose s svojimi tremi sestrami Julijo Livilijo, Druzilijo in Agripino mlajšo. Ukazal je tudi postavitev svojega kipa v Herodovem templju v Jeruzalemu, kar bi nedvomno sprožilo upor, če ga od tega ne bi odvrnil njegov prijatelj, kralj Agripa I.. Ljudem je ukazal, naj ga na skrivaj ubijejo, potem pa jih je poklical v svojo palačo. Ker niso prišli, je šaljivo pripomnil, da so morali narediti samomor.
Kaligulo je leta 41 umoril poveljnik njegove osebne straže Kasij Hereja. Ubil je tudi njegovo četrto ženo Milonijo Cezonijo in njuno hčerko Julijo Druzilijo. Dva dni kasneje je senat razpravljal o utemeljenosti obnove Rimske republike.

### 41-54: Klavdij
Klavdij je bil Germanikov mlajši brat. V družini je dolgo veljal za slabiča in norega, vendar ga je pretorijska straža kljub temu priznala za cesarja. Klavdij ni bil niti paranoičen, kot njegov stric Tiberij, niti blazen, kot njegov nečak Kaligula in zato sposoben razumno voditi cesarstvo. Izboljšal je državno upravo in uredil vlogi državljanov in senatorjev. Ukazal je izgradnjo rimskega zimskega pristanišča Ostia Antica, s čimer je omogočil dobave žita iz drugih delov cesarstva tudi v slabih vremenskih pogojih.
Ustavil je vse vojne pohode preko Rena in s tem določil stalno mejo med Rimskim cesarstvom in Germanijo. Leta 43 je dokončal osvajanje Britanije, ki ga je v 50. letih 1. stoletja pr. n. št. začel Julij Cezar in v cesarstvo vključil nekaj vzhodnih provinc.
Njegovo družinsko življenje je bilo manj uspešno, ker ga je žena Mesalina varala. Ko je to ugotovil, jo je ubil in se poročil s svojo nečakinjo Agripino mlajšo. Agripina je skupaj z nekaj osvobojenci imela nad njim neizmerno moč.
Leta 54 je umrl. Opisi njegove smrti so neskladni, vendar ga je zelo verjetno zastrupila Agripina. Naslednje leto so ga pobóžili. Klavdijeva smrt je odprla pot na prestol Agripininemu sinu, sedemnajstletnemu Luciju Domiciju Neronu.

### 54-68: Neron
Neron se je med svojim vladanjem posvečal predvsem diplomaciji, trgovanju in razcvetu kulture v prestolnici cesarstva. Ukazal je gradnjo gledališč in spodbujal atletske igre. Leta 58-63 se je uspešno vojskoval s Partskim cesarstvom in vojno končal s sklenitvijo miru. V Britaniji je leta 60-61 zatrl Budikin upor in izboljšali kulturne vezi z Grčijo.
Bil je samoljuben in imel resne težave z materjo, ker ga je, po njegovem mnenju, preveč nadzirala. Po več poskusih umora jo je nazadnje zabodel z bodalom. Bil je prepričan, da je bog, zato si je zgradil razkošno palačo. Palača Domus Aurea (Zlata palača) je bila zgrajena na pogorišču Rima po tako imenovanem Velikem požaru leta 64, zato so bili mnogi prepričani, da je za požar odgovoren prav on. Med ljudmi je vzniknila legenda, da je med požarom celo goslal, kar skoraj zagotovo ni res. Domus Aurea je bila kolosalna gradbena mojstrovina, ki je pokrivala ogromen prostor in zahtevala nove metode gradnje, da bi vzdržala z zlatom in dragulji obložene strope. Neron je zaradi nje postal zelo nepriljubljen, četudi je za večino svojih vladarskih problemov krivil kristjane.
Med vojaškim državnim udarom proti njemu se je skril. Ker se je zavedal, da ga bo senat obsodil na smrt, je leta 68 naredil samomor. Kasij Dion poroča, da so njegove zadnje besede bile »O, Jupiter, kakšen umetnik umira v meni!«

## 68-69: leto štirih cesarjev
Ker Neron ni imel naslednika, je njegovemu samomoru sledila kratka državljanska vojna, znana kot leto štirih cesarjev. Od junija 68 do decembra 69 je bil Rim priča zaporednih vzponov in padcev cesarjev Galbe, Otona in Vitelija, potem pa je na prestol prišel Vespazijan, prvi iz Flavijske dinastije. Vojaška in politična anarhija med državljansko vojno je imela resne posledice, med njimi tudi batavsko vstajo.  Ti dogodki so dokazali, da lahko cesarja ustvari tudi vojska. Cesar Avgust je vzpostavil stalno vojsko, v kateri so vojaki dolgo služili na istem mestu in pod istim poveljnikom. Posledica tega je bila, da so vojaki sčasoma postali bolj lojalni svojemu poveljniku kot cesarju. Cesarstvo je zato postalo nepopolna zveza nekakšnih kneževin, ki bi lahko kadar koli razpadla.
Vespazijan je s svojo davčno politiko uspel ustvariti presežek v državni blagajni in začel graditi rimski Kolosej. Vespazijanov naslednik Tit je kmalu pokazal svoje odlike, čeprav so njegovo kratko vladavino zaznamovale katastrofe, med njimi tudi izbruh Vezuva, ki je uničil Pompeje in Herkulanej. V še ne dograjenem Koloseju je prirejal javne slovesnosti.
Leta 81 je umrl. Nasledil ga je brat Domicijan, ki je imel izredno slabe odnose s senatom in so ga septembra 98 umorili.

## 69-96: Flavijska dinastija
Flavijci so vladali relativno kratko, vendar so uspeli stabilizirati cesarstvo, ki je bilo na kolenih. Vsi trije cesarji so bili deležni kritik, predvsem zaradi njihovega bolj centraliziranega načina vladanja. Njihove reforme so tako utrdile cesarstvo, da se je nova resna kriza začela šele v 3. stoletju. Bili so vojaška dinastija, kar je privedlo do še večje marginalizacije senata in odklona od princepsa,  prvega med enakimi, proti impreratorju oziroma cesarju.

### 69-79: Vespazijan
Vespazijan je bil zelo uspešen rimski general, ki je dobil oblast nad večino vzhodnega dela Rimskega cesarstva. Podprl je imperialne zahteve Galbe in po njegovi smrti postal glavni kandidat za rimski prestol. Po Otonovem samomoru je v Egiptu dobil nadzor nad zimskimi dobavami žita Rimu in s tem dober položaj proti preostalemu tekmecu Viteliju. 20. decembra 69  je nekaj Vespazijanovih pristašem uspelo zasesti Rim. Vitelija so umorili njegovi vojaki in senat je naslednji dan za cesarja potrdil Vespazijana.
Čeprav je senat na Vespazijana gledal kot na avtokrata, je cesar nadaljeval slabitev tega državnega telesa, ki se je začela pod Tiberijem. Podrejenost senata je razvidna iz predatiranja njegovega prihoda na oblast: datum so z 21. decembra, ko je njegovo imenovanje potrdil senat, prestavili na 1. julij, ko ga je za cesarja razglasila njegova vojska. Naslednji primer je njegov privzem cenzorstva leta 73, s katerim je dobil oblast nad sestavo senata. Svoja pooblastila je izrabil za izgon razkolniških senatorjev in istočasno povečal njihovo število z 200 na 1000. Večina novih senatorjev ni prihajala iz Rima, ampak iz Italije in urbanih središč zahodnih provinc. 
Vespazijan je Rim osvobodil finančnih bremen, ki so bila posledica Neronovih ekscesov in državljanskih vojn. Primanjkljaj je pokril s povečanjem obstoječih davkov in hkratno uvedbo novih. S pooblastili cenzorja je lahko natančno preveril davčni status vseh mest in provinc, ker so mnoge plačevale davke na osnovi več kot sto let starih podatkov. S temi ukrepi mu je uspelo ustvariti višek v državni blagajni in začeti vrsto javnih del. Eno od njih je bla gradnja Flavijskega amfiteatra, bolj znanega kot Kolosej in foruma, katerega osrednja točka je bil Tempelj miru. Veliko sredstev je namenjal tudi umetnosti in iz Rima naredil središče retorike.
Vespazijan je bil učinkovit cesar tudi za province. Na zahodu je favoriziral Hispanijo, v kateri je več kot tristo mest in naselij dobilo latinske pravice. V nekoč barbarskih zahodnih provincah se je začelo obdobje urbanizacije. S povečanjem števila senatorjev iz provinc je povečal njihovo vlogo v rimskem senatu, kar je pripomoglo k enotnosti cesarstva. Razširil je tudi meje cesarstva, predvsem zato, da bi povečal njegovo obrambno moč.
Kriza leta 69 je imela uničujoče posledice za rimsko vojsko. Eden on najbolj perečih problemov je bila podpora provincijskih legij možem, ki so bili po njihovem mnenju najboljši v njihovi provinci. Takšno stanje je bilo večinoma posledica namestitve pomožnih enot v province, iz katerih so izhajale. Vespazijan je takšno prakso prekinil in domačine pomešal z vojaki iz drugih delov cesarstva ali pa je cele enote prestavil v drugo okolje. Možnost vojaškega udara je zmanjšal tudi z ločevanjem legij in njihovo prerazporeditvijo ob mejah cesarstva. Ena od morda najpomembnejših vojaških reform je bila razširitev rekrutiranja legionarjev iz Italije na Galijo in Hispanijo, ki je bila skladna tudi s politiko romanizacije teh pokrajin.

### 79-81: Tit
Tit je bil najstarejši Vespazijanov sin, ki je imel cesarsko vzgojo. Pod svojim očetom je služboval kot poveljujoči general, pomagal varovati vzhodne meje cesarstva in nazadnje prevzel poveljstvo rimske vojske v Siriji in Judeji in zadušil veliko judovsko vstajo. Več let je bil skupaj z očetom konzul in imel najboljše vodstvo. Ko je zasedel rimski prestol, je bilo nekaj strahu zaradi njegovega poslovanja z neuglednimi pripadniki rimske družbe, vendar je kmalu pokazal svoje odlike in kot znak dobre volje celo odpoklical mnogo oseb, ki jih je izgnal njegov oče.
Njegovo kratko vladanje sta zaznamovali katastrofi: leta 79 je izbruhnil Vezuv in pokopal Pompeje, leta 80 pa je požar uničil velik del Rima. Zaradi velikodušnosti pri obnovi mest po obeh katastrofah je postal zelo priljubljen. Zelo ponosen je bil na svoj prispevek pri gradnji Koloseja, ki ga je začel graditi njegov oče. V še ne dokončanem Koloseju je leta 80 prirejal javne slovesnosti in razkošne predstave s 100 gladiatorji, ki so trajale sto dni. Leta 81 je umrl, verjetno zaradi bolezni, star 41 let. Po smrti so se širile malo verjetne govorice, da ga je zaradi nasledstva umoril brat Domicijan.

### 81-96: Domicijan
Vsi Flavijci so imeli zaradi avtokratskega vladanja precej slabe odnose s senatom, vendar je bil Domicijan edini, ki je naletel na resne težave. Njegov stalni nadzor v vlogi konzula in cenzorja, ki ga je nasledil od očeta in njegovih predhodnikov, je postal nevzdržen. Poleg tega se je v senatu pogosto pojavljal v popolni vojaški opravi imperatorja, kar je sramotilo idejo, na kateri je v principatu temeljila cesarjeva oblast: cesar je princeps, se pravi samo prvi med enakimi in ne imperator. Zadovoljstvo prebivalcev je vzdrževal na primer z darili vsem rimskim meščanom, divjimi predstavami v novozgrajenem Koloseju in nadaljevanjem javnih del, ki sta jih zastavila njegov oče in brat. Izgleda, da je po očetu nasledil dober občutek za davke, saj je kljub razsipništvu svojim naslednikom zapustil  dobro založeno državno blagajno.
Proti koncu svojega vladanja je tudi on postal zelo paranoičen, verjetno zaradi vzgoje, ki jo je dobil od svojega očeta: oče je nanj je prenesel veliko odgovornosti, vendar mu ni prepustil nobene pomembne zadeve brez svojega nadzora. Paranoja se je pokazala v neprizanesljivi in morda patološki reakciji po kratkotrajnem uporu guvernerja in poveljnika Gornje Germanije Lucija Antonina Saturnina leta 89. Uporu so sledile množične aretacije, usmrtitve in zaplembe premoženja, ki so bile morda vir sredstev za njegovo razsipništvo. Stanje se je nazadnje tako poslabšalo, da so se tudi njegovi najožji svetovalci in družinski člani bali za svoje življenje. Domicijana so zato njegovi sovražniki v senatu v sodelovanju s pripadniki pretorijske straže in cesarico Domicijo Longino leta 96 umorili.

## 96-180: pet dobrih cesarjev
Naslednje stoletje je postalo znano kot obdobje petih dobrih cesarjev. Prenosi  oblasti so potekali mirno, čeprav so bili nedinastični, in cesarstvo je zacvetelo. V tem obdobju so vladali Nerva, Trajan, Hadrijan,  Antonin Pij  in Mark Avrelij, do leta 169 skupaj z Lucijem Verom. Vsi cesarji so bili posinovljenci svojega predhodnika. Izbira naj bi temeljila njihovih odlikah, resnični razlog zanjo pa je bil verjetno ta, da noben cesar ni imel svojega naravnega naslednika.

### 96–98: Nerva
Nerva je po prihodu na prestol osvobodil vse, ki so bili aretirani zaradi izdaje, prekinil sodne postopke zaradi izdaje, vrnil večino zaseženega premoženja in vrnil senatu njegovo prejšnjo vlogo. Vse to je naredil verjetno zato, da bi ostal relativno priljubljen (in zato živ), kar pa mu ni povsem uspelo, ker je imel Domicijan v vojski še vedno veliko svojih pristašev. Pretorijska straža je oktobra 97 napadla cesarsko palačo na Palatinskem griču in vzela Nervo za talca. Prisilila ga je, da je izročil vse odgovorne za Domicijanovo smrt in se v javnem govoru zahvalil uporniškim pretorijcem. Da bi okrepil in zavaroval svojo oblast, je Nerva kmalu zatem posvojil Trajana, poveljnika armad na germanski meji, in ga določil za svojega naslednika. Kasperija Elijana, prefekta pretorijske straže in vodjo upora proti Nervi, je Trajan obsodil na smrt.

### 98-117: Trajan
Trajan je po prihodu na prestol sprožil skrbno načrtovan vojni pohod v Dakijo, regijo severno od Donave, ki je bila že dolgo nasprotnica Rima. Leta 101 je osebno povedel vojsko preko Donave in v bitki pri Tapah porazil vojsko dačanskega kralja Decebala. Po zmagi je ustavil nadaljnje prodiranje, ker je njegova vojska potrebovala reorganizacijo, vendar je Dačanom vsilil zelo ostre mirovne pogoje. V Rimu so ga slavili kot heroja. Svojemu imenu je dodal naslov Dacius, ki se pojavlja tudi na njegovih novcih iz tistega obdobja. Decebal, nezadovoljen z mirovnimi pogoji, se je kmalu zatem uprl, zato je Trajan leta 105 ponovno napadel Dakijo. Po letu dni trajajočem pohodu je dokončno porazil Decebala in osvojil njegovo prestolnico Sarmizegetuso Regio. Decebal, obkoljen z rimsko konjenico, je namesto ujetništva in poniževalnega razkazovanja po Rimu raje izbral samomor. Osvojitev Dakije je bil največji Trajanov dosežek. Rimljani so ga proslavili s 123 dni trajajočim praznovanjem po celem cesarstvu in postavitvijo Trajanovega stebra.
Leta 112 je Trajana izzval partski kralj Kosroj I., ki je na armenski prestol posadil svojega nečaka Aksidarja. Mir, ki je trajal približno petdeset let, se je končal, ker sta si obe cesarstvi začeli lastili pravico do nadoblasti v Armeniji.
Trajan je vkorakal v Armenijo, odstavil vsiljenega kralja in jo priključil k Rimskemu cesarstvu. Zatem se je obrnil na jug proti Partskemu cesarstvu, zavzel Babilon in Selevkijo in leta 116 še partsko prestolnico Ktezifon na drugem bregu Tigrisa. Pohod je nadaljeval proti Perzijskemu zalivu in Mezopotamijo razglasil za novo provinco Rimskega cesarstva. Ob tem je obžaloval, da je prestar, da bi v slogu Aleksandra Makedonskega nadaljeval pohod proti vzhodu.
Tarajan se ni ustavil, ampak je konec leta 115 zavzel veliko mesto Susa, odstavil kralja Kosroja I. in na njegovo mesto postavil svojega marionetnega vladarja Partamaspata. Rimsko cesarstvo ni nikoli več prodrlo tako daleč proti vzhodu in je med Trajanovim vladanjem doseglo svoj največji obseg. Rimljani so lahko potovali od Britanije do Perzijskega zaliva ne da bi zapustili rimsko ozemlje.

### 117-138: Hadrijan
Hadrijanova vladavina je kljub temu, da je bil izvrsten vojaški administrator, minila brez velikih vojaških konfliktov. Ukvarjal se je predvsem z utrjevanjem meja cesarstva. V Mezopotamiji je zapustil ozemlje, ki ga je osvojil Trajan, ker je bilo po njegovem mnenju neubranljivo. Okoli leta 121 je skoraj izbruhnila vojna z Vologasom III. Partskim, vendar jo je Hadrijan preprečil z mirovnimi pogajanji. V Judeji je zadušil veliko judovsko vstajo (132-135), ki je dobila ime po njenem voditelju Simonu Bar Kohbi.
Bil je prvi cesar, ki je veliko potoval po provincah in povsod doniral denar za lokalne gradbene projekte. V Britaniji je ukazal gradnjo obrabnega zidu, ki se po njem imenuje Hadrijanov zid. Utrjeval je tudi rimske meje v Germaniji in Afriki. Njegova notranja politika je bila relativno mirna in uspešna.

### 138-161: Antonin Pij
Tudi Antoninova vladavina je bila relativno mirna. V cesarstvu je bilo samo nekaj posameznih vojaških spopadov, predvsem v Mavretaniji, Judeji in med Briganti v Britaniji, vendar ni noben ogrozil cesarstva. Domneva se, da so nemiri v Britaniji spodbudili gradnjo Antoninovega zidu med Firth of Forthom in Firth of Clydeom, ki so ga kmalu zapustili.

### 161-180: Mark Avrelij
Ob Marku Avreliju je do leta 169 kot socesar vladal Lucij Ver.
Med njegovim vladanjem so na dolgi severni meji cesarstva preko Rena, predvsem v Galijo, večkrat vdrla germanska in druga plemena. Njegove zmage proti njim so ovekovečene na Avrelijevem stebru v Rimu.
V Aziji je Partsko cesarstvo ponovno začelo prodirati na rimsko ozemlje. Mark Avrelij je proti njim poslal svojega socesarja Lucija Vera, ki je bil dovolj avtoritativen, da je dosegel popolno lojalnost svojih vojakov, vendar ne dovolj motiviran, da bi strmoglavil Marka Avrelija. Ostal mu je zvest do svoje smrti leta 169.
Ko se je Mark Avreliij med markomanskimi vojnami vojskoval v Germaniji, se je uprl general Avidij Kasij, poveljnik v vojnah s Parti. Razglasil se je za cesarja in prevzel oblast v Siriji in Egiptu. Viri poročajo, da je bil vzrok za upor lažna novica, da je Mark Avelij umrl. Kasija so po treh mesecih umorili in Mark Avrelij je ponovno zavladal na vzhodu cesarstva.
V zadnjih letih svojega življenja je Mark Avrelij, ki je bil tudi filozof, napisal knjigo o stoični filozofiji z naslovom Meditacije. O knjigi se je takrat govorilo kot o velikem Markovem prispevku k filozofiji. Mark Avrelij je tudi eden zadnjih antičnih filozofov, ki je še ločeval med platonizmom, aristotelizmom, epikurejstvom in stoicizmom.
Ko je leta 180 umrl, je prestol prešel na njegovega sina Komoda, ki je bil že od leta 177 njegov socesar. Z njim se je končala praksa njegovih predhodnikov, da so jih nasledili njihovi posinovljenci.

## 180-193: Komod in leto petih cesarjev
Obdobje petih dobrih cesarjev se je s Komodovim prihodom na prestol končalo. Komod je kot sin Marka Avrelija prekinil shemo posinovljenih naslednikov, ki se je izkazala kot dobra. Leta 177 je postal očetov socesar. Ko je po očetovi smrti leta 180 postal samostojen vladar, so Rimljani nanj gledali kot na dobro znamenje, vendar se je obnašal ravno obratno kot njegov plemenit in velikodušen oče. Sprva je vladal dobro, po poskusu umora, v katerega so bili vpleteni tudi nekateri njegovi družinski člani, pa je postal paranoičen in vedno bolj duševno zmeden. Z njegovo vladavino se je končalo dolgo obdobje miru, znano kot pax romana – rimski mir, ki je trajalo 206 let in začelo obdobje postopnega propadanja Rimskega cesarstva.
Po Komodovem umoru 1. januarja 193 je se je za cesarja razglasil rimski prefekt Pertinaks. Pertinaksa je že po dveh mesecih vladanja ubila pretorijska straža in za cesarja proglasila senatorja Didija Julijana. Še isto leto so se za cesarje razglasili Pescenij Niger v Siriji, Septimij Sever v Panoniji in Klodij Albin v Britaniji. V Rim je prvi prišel Sever in v senatu dosegel potrditev svojega cesarskega položaja. Leta 194 je v bitki pri Isu v Kilikiji izločil svojega tekmeca Pescenija Nigra, tri leta kasneje pa v bitki pri Lugdunumu v Galiji še Klodija Albina.

## 193-235: Severska dinastija
V Severski dinastiji so v vedno težjih razmerah vladali cesarji Septimij Sever (193–211), Karakala (211–217), Makrin (217–218), Elagabal (218–222) in Aleksander Sever (222–235). Ustanovitelj dinastije Septimij Sever je bil iz vodilne domorodne družine iz Leptis Magnae v Afriki, ki se je s poroko z Julijo Domno povezala z vplivno sirsko družino iz Emese (Homs). Bil je dokaj uspešen vladar, ki je z znatnimi denarnimi nagradami in imenovanji svojih častnikov za senatorje na ključnih administrativnih položajih dosegel popolno zvestobo vojske. S temi ukrepi in z razpustitvijo rednih porotnih sodišč iz republikanskih časov je uspešno razširil moč državne uprave po celem cesarstvu.
Severjev sin Mark Avrelij Antonin z vzdevkom Karakala, je s Constitutio Antoniniana leta 212 ukinil vse zakonske in politične razlike med Italci in prebivalci provinc. Vsi prebivalci so dobili polne rimske državljanske pravice. V Rimu je gradil slavno Karakalovo kopališče, ki je postalo zgled za mnogo kasnejših munumentalnih javnih zgradb. Kot vladar je postajal vedno bolj nestabilen in avtokratski, zato ga je leta 217 umoril prefekt pretorijske straže Makrin in se razglasil za cesarja. Makrin je bil prvi cesar, ki ni bil senatorskega ranga.
Na cesarskem dvoru so vladale avtoritativne ženske Julija Mesa, Julija Soemias in Julija Avita Mamea, ki so leta 218 pripravile Makrinovo odstavitev in usmrtitev. Na njegovo mesto so postavile Elagabala in leta 222 Aleksandra Severja, zadnja iz Severske dinastije.
V zadnjem obdobju severskega principata je nekoliko oživel senat in uzakonil številne davčne reforme. Aleksander Sever je imel sprva nekaj uspehov v vojni proti Sasanidom, potem pa je vedno bolj izgubljal nadzor nad vojsko, kar je nazadnje pripeljalo do upora in njegovega umora leta 235. Z njegovo smrtjo se je začelo obdobje cesarjev vojakov in skoraj pol stoletja dolgo obdobje sporov in državljanskih vojn.

## 235-284: kriza tretjega stoletja
Kriza tretjega stoletja je splošno uveljavljen naziv za obdobje pretresov v letih 235 do 284, ki so skoraj uničili Rimsko cesarstvo. Imenuje se tudi obdobje vojaške anarhije.
Po Avgustovi objavi konca državljanskih vojn 1. stoletja pr. n. št. je cesarstvo uživalo obdobje omejenih vdorov tujcev, notranjega miru in gospodarskega razcveta, znano kot pax romana - rimski mir. V 3. stoletju je cesarstvo doletela vojaška in gospodarska kriza in se je začelo sesedati. V cesarstvu so se stalno dogajali vdori barbarov, državljanske vojne in hiperinflacija. Del problemov je izviral iz avgustejske zakonodaje: Avgust, ki je želel svoj položaj prikazati za manj pomembnega, kot je v resnici bil, ni postavil pravil za sukcesijo cesarjev, težava, ki se je kasneje nadaljevala še v Bizantinsko cesarstvo. 
Spori zaradi nasledstva so že v 1. in 2. stoletju sprožili nekaj kratkih državljanskih vojn. Vojne so v 3. stoletju postale stalnica, ker so vsakega kandidata kmalu premagali njegovi nasprotniki. Od leta 235 do 284 se je v Rimskem prestolu zvrstilo nič manj kot 25 vladarjev. Vsi, razen dveh, so padli v bitki ali bili umorjeni. Organizacija rimske vojske, ki je bila nameščena predvsem na mejah cesarstva, je imela to slabost, da se ni mogla upirati napadalcem, ki so se prebili skoznjo. Upadanje udeležbe državljanov v lokalni upravi je cesarje prisilila, da so postopoma okrepili odgovornost centralne vlade.
Obdobje se je končalo s prihodom cesarja Dioklecijana, ki je zaradi izkušenj ali gole sreče ali obojega rešil številne pereče probleme. Jedro problema je kljub temu ostalo in nazadnje povzročilo propad zahodnega dela cesarstva. Obdobje klasične antike se je končalo in začelo se je obdobje pozne antike.

## 284-301: Dioklecijan in tetrarhija
Prehod Rimskega cesarstva iz celovitega na Zahodno in Vzhodno rimsko cesarstvo je bil postopen. Dioklecijan je julija 285 porazil svojega tekmeca Karina in za krajši čas postal izključni vladar cesarstva.
Dioklecijan je spoznal, da tako obsežnemu cesarstvu ne more učinkovito vladati en sam cesar in se soočati z napadalci na dveh frontah. Cesarstvo je razdelil na dve polovici. Meja med njima je potekala malo vzhodno od Italije. Vladala sta jima enakopravna cesarja avgusta. Dioklecijan je postal avgust na vzhodu, avgust na zahodu pa je postal njegov dolgoletni prijatelj Maksimijan. Z delitvijo je naredil tisto, kar je kasneje postalo Zahodno in Vzhodno rimsko cesarstvo.
Leta 293 sta oba avgusta dobila mlajša sovladarja z naslovom cezar, ki sta jima pomagala pri upravnih zadevah in jima zagotovila nasledstvo. Dioklecijanov cezar je postal Galerij, Maksimijanov pa Konstancij Klor. Nastala je oblika vladavine, ki jo sodobni zgodovinarji imenjejo tetrarhija (iz grškega Τετραρχία [tetrarhía] – vladavina štirih). Po dolgem obdobju krvavih spopadov za vrhovno oblast v cesarstvu se je končno izoblikoval sistem, ki je omogočal miren prehod cesarske oblasti na njegovega naslednika: v obeh polovicah je cezar nasledil svojega avgusta in nato izbral novega cezarja. 1. maja 305 sta Dioklecijan in Maksimijan odstopila v korist svojih cezarjev. Nova cezarja je imenoval Galerij. Zase je izbral svojega nečaka Maksimina, za Konstancija Klora pa Flavija Valerija Severja. Takšna organizacija je pod Dioklecijanom in Maksimijanom in še nekaj časa za njima dobro delovala, ker so bila notranja trenja v tem obdobju manj pereča, poleg tega pa je med prvimi tetrarhi vladala nekakšna uglašenost. Po umiku Dioklecijana in Maksimijana je uglašenost začela usihati, dokler ni povsem izginila.
Po začetnem obdobju verske strpnosti je Dioklecijan kot vnet pogan postal zaskrbljen zaradi vedno večjega števila kristjanov. Začel jih je preganjati s takšno vnemo, kakršne po Neronu cesarstvo ni poznalo. Njegova vladavina je bila eno od najhujših obdobij preganjanja kristjanov v zgodovini.

## 305-363: Konstantinska dinastija

### 305-360: Konstantin in njegovi sinovi
Tetrarhija je dokončno razpadla s smrtjo Konstancija Klora 25. julija 306. Njegova vojska v Eboraku v Britaniji je takoj po njegovi smrti za avgusta proglasila njegovega sina Konstantina. Avgusta 306 je Galerij na položaj avgust povišal tudi Severja, uporniki v Rimu pa so kot svojega kandidata podprli Maksimijanovega sina Maksencija in ga 28. oktobra 306 imenovali za avgusta. Njegovo imenovanje je podprla tudi pretorijska staža. Cesarstvo je imelo kar pet vladarjev naenkrat: štiri avguste (Galerij, Konstantin, Sever in Maksencij) in enega cezarja (Maksimin).
Leta 307 se je na položaj avgusta ob Maksenciju vrnil še Maksimijan in cesarstvo je dobilo še šestega vladarja. Galerij in Sever sta se odpravila na vojni pohod proti njim v Italijo. Sever je bil 16. septembra 307 ubit, preživela avgusta v Italiji pa sta se uspela povezati s Konstantinom, tako da se je slednji poročil z Maksimijanovo hčerko in Maksencijevo sestro Fausto. Konec leta 307 je imelo cesarstvo štiri avguste (Maksimijan, Galerij, Konstantin in Maksencij) in enega samega cezarja.
Leta 311 je Galerij uradno prenehal preganjati kristjane, leta 313 pa je Konstantin s tako imenovanim Milanskim ediktom dokončno legaliziral krščanstvo. Konstantin je leta 324 porazil svojega svaka Licinija in pod svojo oblastjo ponovno združil oba dela cesarstva. Vladal je do svoje smrti 22. maja 337.
Po njegovi smrti se je cesarstvo ponovno razdelilo, tokrat med njegove tri še žive sinove. Zahodni del sta dobila najstarejši in najmlajši sin Konstantin II. in Konstans. Vzhodni del cesarstva s Konstantinoplom je dobil srednji sin Konstancij II..
Konstantin II. je leta 340 padel v spopadu z bratom Konstansom. Konstans je kasneje padel v spopadu z vojsko, ki je 18. januarja 350 za avgusta razglasila uzurpatorja Magnencija. Magnenciju je v Rimu sprva nasprotoval samorazglašeni avgust in Konstansov bratranec Nepotijan, dokler ga niso skupaj z njegovo materjo Evtropijo umorili. Konstansova sestrična Konstancija je nato prepričala Vetrijana, naj se razglasi za cesarja kot Magnencijev nasprotnik. Vetrijan je vladal samo od 1. marca do 25 decembra 350, potem pa ga je zakoniti avgust Konstancij prisilil k odstopu. Uzurpator Magnencij je na zahodu vladal do leta 353. Po porazu v spopadu s Konstancijem je naredil samomor in Konstancij je ostal edini vladar.
Konstanciju so se ponovno uprli leta 360. Leta 355 je za svojega cezarja na zahodu imenoval polbratranca Julijana. V naslednjih petih letih je Julijan večkrat premagal germanska plemena, ki so vdirala v cesarstvo, med njimi tudi Alemane in umiril rimsko mejo na Renu. Pohodi zmagovitih galskih legij so se ustavili, zato jih je Konstancij nameraval premestiti na vzhod in okrepiti enote, ki so neuspešno napadale Šapurja II. Perzijskega. Galske legije so se ukazu uprle in svojega poveljnika Julijana razglasile za avgusta. Oba avgusta sta se začela pripravljati na državljansko vojno, katero je preprečila nenadna Konstancijeva smrt 3. novembra 361.

### 361-364: Julijan in Jovijan
Julijan je kot edini vladar vladal dve leti. Nekaj let pred tem je bil krščen, vendar se ni dolgo imel za kristjana. Prenehal je omejevati in preganjati poganstvo, ki so ga začeli njegov stric Konstantin I. in bratranci Konstantin II., Konstans in Konstancij II.. S tolerančnim ediktom iz leta 362 je ukazal ponovno odpiranje poganskih templjev in vračanje zaseženega tempeljskega premoženja. Za krščansko cerkev je bil najbolj nesprejemljiv odlok, s katerim je poklical nazaj pregnane krščanske škofe. Z vrnitvijo arijanskih in pravoslavnih škofov so se ponovno začeli medsebojni spori, ki so oslabili Cerkev kot celoto.
Julijan sam ni bil tradicionalen pogan. Na njegova osebna prepričanja sta v veliki meri vplivala novoplatonizem in teurgija. Bojda je verjel, da je reinkarnacija Aleksandra Velikega in pisal filozofska dela, v katerih je zagovarjal svoja prepričanja. Kratkotrajen preporod poganstva se je z njegovo smrtjo končal. Ponovno je začel vojno s Šapurjem II. Perzijskim. V bitki z njim je bil smrtno ranjen in 26. junija 363 umrl. V poganskih virih je veljal za junaka, v krščanskih pa za odpadnika. Sodobni zgodovinarji ga obravnavajo kot na kontroverzno osebo.
Julijan je umrl brez otrok in imenovanega naslednika. Častniki njegove vojske so za njegovega naslednika izbrali precej obskurnega častnika Jovijana. Jovijan je znan po tem, da je podpisal za Rim zelo neugodno mirovno pogodbo s Perzijo in ji odstopil ozemlja, ki jih je osvojil Trajan. Obnovil je privilegije, ki jih je imelo krščanstvo pred Julijanom. Sam sebe je imel za kristjana. Umrl je 17. februarja 364.

## 364-392: Valentinijanska dinastija

### 364-378: Valentinijan in Valens
Vlogo za izbiro novega avgusta so ponovno prevzeli vojaški častniki in 28. februarja 364 v Nikeji v Bitiniji za avgusta izvolili panonskega častnika Valentinijana I.. Vojska, ki je v manj kot letu že drugič izgubila svojega vrhovnega poveljnika, je od njega zahtevala, da takoj izbere sovladarja in Valentinijan je 28. marca izbral svojega mlajšega brata Valensa. Nova avgusta sta si cesarstvo razdelila po vzorcu, ki ga je določil Dioklecijan: Valentinijan je dobil zahodni in Valens vzhodni del cesarstva.
Valensova izvolitev je kmalu postala sporna, ker se je kot možen kandidat za prestol pojavil Julijanov bratranec Prokopij, ki nikoli ni bil izbran in se je od Jovijanove izvolitve skrival. Medtem ko je bil Valentinijan leta 365 v Parizu in nato v Reimsu, kjer je vodil opreacije svojih generalov proti Alemanom, je Prokopiju uspelo podkupiti dve legiji iz Konstantinopla. Legiji sta prevzeli oblast v vzhodni prestolnici in 28. septembra razglasili Prokopija za rimskega cesarja. Kmalu zatem sta obvladovali tudi Bitinijo in Trakijo. Vojne med rivalskima vzhodnima cesarjema se je nadaljevala do Prokopijevega poraza. 27. maja 366 so ga usmrtili.
4. avgusta 367 je bil za tretjega avgusta imenovan osemletni Valentinijanov sin in Valenskov nečak Gracijan. Imenovanje mu je hkrati zagotovilo tudi nasledstvo.
Aprila 375 je Valentinijan I. s svojo vojsko odšel na pohod proti Kvadom, germanskemu plemenu, ki je napadlo njegovo rodno provinco Panonijo. Na sprejemu kvadske delegacje v Brigetiu, sedanjem Komárnu na Slovaškem, je Valentinijanu med jeznim vpitjem na zbrane počila žila v možganih, zaradi katere je 17. novembra 375 umrl.
Prenos oblasti ni potekal povsem po načrtih. Gracijan je bil star 16 let in verjetno sposoben prevzeti vlogo cesarja, vendar so legije v Panoniji namesto njega za cesarja razglasile njegovega mladoletnega polbrata Valentinijana II..
Gracijan se je sprijaznil z njegovim imenovanjem in prevzel oblast v Galiji. V Italiji, Iliriji in Afriki sta uradno vladala njegov brat in njegova mačeha Justina. Delitev je bila bolj kot ne formalna, ker je bila v resnici vsa oblast v Gracijanovih rokah.

### 378: Bitka pri Odrinu
Vzhodno rimsko cesarstvo se je medtem soočalo z vdori germanskih plemen. Vzhodnogermansko pleme Tervingi je zaradi napadov Hunov pobegnilo iz svoje domovine. Njihova poglavarja Alaviv in Frigitern sta poskušala najti zatočišče v Vzhodnem rimskem cesarstvu in dosegla, da jima je Valens leta 376 dovolil, da se kot federata naselita na južnem bregu Donave. Novi naseljenci so kmalu postali žrtev podkupljivih provincijskih oblastnikov in lakote in so se uprli svojim gostiteljem.
Upor je trajal dve leti, potem pa je leta 378 Valens osebno odpravil na pohod proti upornikom. Gracijan je mu obljubil pomoč zahodne armade. Valens, očitno prepričan v številčno premoč svoje armade, ni upošteval nasvetov svojih generalov in počakal na Gracijanov prihod. Vso vojno slavo je hotel imeti zase, zato je napadel upornike in v bitki pri Odrinu 9. avgusta 378 doživel katastrofalen poraz. Njegov sodobnik, zgodovinar Amijan Marcelin, piše, da sta v bitki padli dve tretjini njegove vojske. Preživeli so se uspeli umakniti.
Bitka je imela daljnosežne posledice. Med žrtvami bitke so bili številni izkušeni vojni veterani in sposobni državni uradniki, za katere so težko našli ustrezno zamenjavo, za vojsko pa so se začele tudi težave z rekrutacijo novih vojakov. V naslednjem stoletju so večino rimske vojske tvorili germanski najemniki.
Neposredno po bitki je dodaten problem povzročila tudi Valensova smrt, ker sta po njej ostala edina avgusta Gracijan in Valentinijan II.. Gracijan je bil dejanski vladar celega cesarstva, a je kljub temu iskal primernega nadomestnega avgusta za vzhodni del cesarstva. Izbral je Teodozija I., sina nekdaj slavnega generala Teodozija, katerega so iz neznanih razlogov usmrtili na začetku leta 375. Teodozij mlajši je bil za avgusta na vzhodu imenovan 19. januarja 379. Njegovo imenovanje je pomenilo prelomen  trenutek v delitvi Rimskega cesarstva.

## 379-457: Teodozijska dinastija

### 383: Nemiri na Zahodu
Gracijan je nekaj let vladal energično in uspešno, potem pa je postopoma postajal brezbrižen in postal figura. Za njegovim hrbtom sta z roko v roki zavladala frankovski general Merobavd in milanski škof Ambrož. Zaradi prepovedi tradicionalnega poganstva je izgubil podporo svojih poganskih pristašev v senatu in naslov vrhovnega pontifika. Zaradi tesnih stikov s tako imenovanimi barbari je izgubil tudi podporo svojih rimskih vojakov. Viri poročajo, da je za svojo osebno stražo najel Alane in v javnosti začel nositi opravo skitskega vojščaka.
Gracijanu, Valentinijanu II. in Teodoziju I. se je januarja 383 pridružil četrti avgust. Teodozij si je očitno nameraval zagotoviti nasledstvo in je januarja 383 za avgusta imenoval svojega najstarejšega sina Arkadija. Fant je bil star komaj pet let in ni imel nobene avtoritete, vendar so ga so ga vsi trije avgusti priznali za svojega sovladarja.
Naraščajoča Gracijanova nepriljubljenost je še isto leto povzročila težave. Britanske legije so se mu uprle in za avgusta proglasile svojega poveljnika, hispanskega generala Magna Maksima in vdrle v Galijo. Gracijan je iz Lutecije (Pariz) pobegnil v Lugdunum (Lyon), kjer so ga 25. avgusta 383 umorili. Star je bil komaj 25 let.
Maksim je bil prepričan vernik nicejske veroizpovedi. Uzakonil je preganjanje herezije po službeni dolžnosti in zaradi tega prišel v spor s papežem Siricijem, ki je trdil, da cesar ni pristojen za odločanje v cerkvenih zadevah. Maksim je imel zaradi svoje priljubljenosti podporo ljudstva, kar dokazuje celo rimsko-britansko izročilo: svoje mesto je dobil v srednjeveški zbirki zgodb Mabinogion, ki je nastala kakšnih tisoč let po njegovi smrti.
Po Gracijanovi smrti je moral Maksim deliti oblast s starejšim avgustom Valentinijanom II., ki je bil star komaj dvanajst let. Meja med njima je bila na Alpah. Sam je vladal v Britaniji, Galiji, Hispaniji in Afriki. Za svojo prestolnico je izbral Augusto Traverorum, sedanji Trier.
Začel se je pogajati z Valentinijanom II. in Teodozijem, da bi dobil njuno uradno priznanje. Ker pogajanje do leta 384 niso obrodila sadov, jih je poskušal pospešiti, tako da je za avgusta imenoval svojega mladoletnega sina Flavija Viktorja. Konec leta je imelo cesarstvo pet avgustov: Valentinijana II., Teodozija I., Arkadija, Magna Maksima in Flavija Viktorja. Njihove pristojnosti niso bile razmejene.
Teodozij je po nenadni smrti avguste Elije Flacilije leta 385 ovdovel in se ponovno poročil z Galo, sestro Valentinijana II.. S poroko je utrdil vezi med legitimnima avgustoma.
Leta 386 sta Maksim in Viktor končno dobila uradno Teodozijevo, ne pa tudi Valentinijanovo priznanje. Naslednje leto se je Maksim očitno odločil, da se bo znebil svojega italskega tekmeca. Preko Alp je vdrl v dolino Pada in ogrozil Milano. Valentinijan in njegova mati sta pobegnila v Solun, od koder sta iskala Teodozijevo pomoč. Teodozij se je na njuno prošnjo odpravil na pohod na zahod. Leta 388 je premagal Maksima in ga ujel in ga 28. julija v Akvileji usmrtil. V Trier je poslal svojega magistra militum Arbogasta z nalogo, da ubije tudi Flavija Viktorja. Teodozij je vrnil Valentinijana na zahodni prestol, ga spreobrnil v pravoslavje in ga še naprej podpiral in ščitil pred več uzurpatorji.

### Dokončna delitev cesarstva
Valentinijana II. so leta 392 v Vienneju umorili in Arbogast se je dogovoril, da bodo za novega avgusta imenovali Evgenija. Vzhodni avgust Teodozij I. njegovega imenovanja ni priznal. Odpravil se je na zahod in v bitki pri Mrzli reki (latinsko Frigidus, verjetno Vipava) porazil in ubil Arbogasta in Evgenija in pod svojo oblastjo ponovno združil oba dela cesarstva.
Teodozij je imel s prvo ženo Elijo Flacilijo dva sinova in hčerko Pulherijo. Žena in hčerka sta leta 385 umrli. Z drugo ženo Galo je imel hčerko Galo Placidijo, mater zahodnega cesarja Valentinijana III..
Teodozij je bil zadnji cesar, ki je vladal celotnemu Rimskemu cesarstvu. Po njegovi smrti leta 395 se je cesarstvo razdelilo med sinova Arkadija in Honorija. Arkadij je vladal na vzhodu iz Konstantinopla, Honorij pa na zahodu z Milana in kasneje iz Ravene. Takšna delitev je trajala celo 5. stoletje. Vzhodni Rimljani so se ves ta čas prištevali k Rimljanom. Latinščina se je kot uradni jezik uporabljala vsaj toliko, če ne več, kot grščina. Obe polovici sta bili vsaj nominalno, če ne politično, še vedno ena država.

## 395-476: propad Zahodnega rimskega cesarstva
Po letu 395 so bili cesarji Zahodnega rimskega cesarstva bolj kot ne figure v rokah vojaških mogočnežev, ki so sami sebe imenovali magister militum, patricij ali celo oboje. Najvidnejši med njimi so bili Stiliho (395-408), Konstancij III. (411-421), Ecij (433-454) in Ricimer (približno 457-472). Leta 476 je Orest zavrnil zahtevo germanskih najemnikov za dodelitev ozemlja v Italiji in nezadovoljni najemniki, vključno s Heruli, so se uprli. Upor je vodil germanski častnik Odoaker. Njegovi možje so ujeli Oresta in ga usmrtili in nekaj tednov kasneje zasedli Raveno. Cesarja Romula Avgustula so ujeli in prisilno upokojili. Njegova odstavitev se šteje kot uraden konec Zahodnega rimskega cesarstva.
Odoaker je nato hitro osvojil tudi ostale dele Italije in poslal cesarske regalije cesarju Zenonu. Zenon je kmalu zatem sprejel dve delegaciji. Prva je bila Odoakerjeva, ki je zahtevala uradno priznanje njegove oblasti v Italiji pod Zenonovo nadoblastjo, druga pa Neposova, ki je prosila za pomoč za njegovo vrnitev na zahodnorimski prestol. Zenon je Odoakerju podelil naslov patricija in njemu in rimskemu senatu ukazal, naj priznajo Neposa za svojega cesarja. Nepos se kljub temu nikoli ni vrnil iz begunstva v Dalmaciji v Italijo, četudi je Odoaker koval novce z njegovim imenom. Po Neposovi smrti leta 480 je Zenon razglasil Dalmacijo za del Vzhodnega cesarstva. Odoaker je zato napadel Dalmacijo. Vojno je končal ostrogotski kralj Teodorik Veliki, ki je osvojil Italijo in jo vrnil pod Zenonovo oblast.
Po letu 476 se je v Galiji še naslednja tri desetletja obdržalo ti. Sijagrijevo kraljestvo (Regnum Syagrii), ki velja za zadnji državnopravni ostanek Zahodno rimskega cesarstva. Galorimska kraljevina je poimenovana po njenem vladarju Afraniju Sijagriju, ki je sam sebe nazival z vojvodom (dux), bojeviti germanski sosedi pa so mu priznavali naziv kralj Rimljanov. Obstoj kratkožive kraljevine, ki je po propadu zahodnega dela cesarstva še vedno ohranjala status rimske province, je prekinil frankovski kralj Klodvik I., ki jo je leta 486 dokončno zavzel.

## Vzhodno rimsko cesarstvo

### 457-527: Leonidska dinastija
Vzhodno rimsko cesarstvo se je v veliki meri izognilo težavam, ki so v 3. in 4. stoletju pestile Zahodno cesarstvo, delno zaradi bolj uveljavljene urbane kulture in večjih finančnih virov, iz katerih so podkupovali napadalce in plačevali vojsko tujih najemnikov. Celo 5. stoletje so vojske različnih napadalcev, ki so pustošile po Zahodnem cesarstvu, Vzhodnem cesarstvu prizanesle. Teodozij II. je dodatno utrdil konstantinopelsko obzidje, ki je lahko kljubovalo večini napadalcev. Atilove napade je odvrnil s plačevanjem davka, ki je domnevno znašal 300 kg zlata letno. Poleg tega je izbranim trgovcem dovolil naselitev v mestu in trgovanje s Huni in drugimi tujci.
Njegov naslednik Marcijan je zavrnil plačevanje izjemno visokega davka, čeprav je Atila takrat že preusmeril svojo pozornost proti zahodu. Ko je Atila leta 453 umrl, je njegov imperij razpadel, Konstantinopel pa je začel s preostalimi Huni sklepati donosne posle. Huni so postopoma postali tudi plačanci v bizantinski vojski.
Marcijana je nasledil Leon I. Tračan, de facto vladar Konstantinopla pa je bil že od 420. let alansko-gotski general Aspar. Leonu I. se je uspelo osvoboditi vpliva svojega poganskega generala, tako da je podprl Izavrijce, pol barbarsko pleme iz južne Male Azije. Aspar in njegov sin Ardabur sta bila v izgredih leta 471 ubita in v Konstantinoplu je uspelo ponovno vzpostaviti pravoslavno oblast.
Leon je bil prvi cesar, ki ni prejel krone od vojaškega poveljnika, kar je spadalo v rimsko tradicijo, ampak od konstantinopelskega patriarha, ki je predstavljal vrh cerkvene hierarhije. Sprememba je postala trajna in je v srednjem veku popolnoma izpodrinila staro vojaško tradicijo. Leon je leta 468 poskušal ponovno osvojiti severno Afriko, ki so je zasedli Vandali, vendar mu to ni uspelo.
V te času se je ozemlje Zahodnega rimskega cesarstva skrčilo na Italijo in ozemlje na Balkanu južno od Donave. Britanijo so že v prvih desetletjih 5. stoletja osvojili Angli in Sasi, deli Hispanije so bili že od leta 417 v posesti Vizigotov in Svebov, severno Afriko pa so leta 429 osvojili Vandali. V Galiji so se za oblast spopadali Franki Klodvika I., Burgundi, Bretonci in ostanki Rimljanov. V Italiji je do leta 526 vladal Teodorik Veliki.
Leta 466 so Izavrijci pogojevali svoje zavezništvo s Konstantinoplom s poroko Leonove hčerke Ariadne z Izavrijcem Tarasikodisom, ki je privzel ime Zenon. Ko je Leon leta 474 umrl, ga je kot Leon II. Mali nasledil Zenonov in Ariadnin mlajši sin z Zenonom kot regentom. Ko je Leon II. še isto leto umrl, je Zenon postal cesar. Germanski rimski general Odoaker je leta 476 odstavil zadnjega zahodnorimskega cesarja Romula Avgustula in na njegovo mesto ni postavil kakšnega drugega marionetnega vladarja.
Zenon bi lahko ponovno osvojil Italijo samo s pomočjo Teodorikovih Vizigotov, naseljenih v Meziji, zato je Teodorika imenoval za vrhovnega poveljnika vojske v Italiji (magister militum per Italiam) in ga poslal na pohod na zahod. Po Odoakrerjevem padcu leta 493 je Teodorik, ki je v mladosti živel kot talec v Konstantinoplu, sam zavladal v Italiji. Ustanovil je italsko vizigotsko kraljestvo, ki je, vsaj formalno, priznavalo nadoblast vzhodnega cesarja.
Leta 475 je Zenona odstavil general Bazilisk, ki je leta 468 poveljeval na Leonovih pohodih v severni Afriki. Baziliska so dvajset mesecev kasneje odstavili in na prestol vrnili Zenona. Novi stari cesar se je moral takoj soočiti z izavrijskim uzurpatorjem Leoncijem.
Leta 491 je cesar postal ostareli rimski državni uradnik rimskega porekla Anastazij I. Dikor, ki je šele leta 498 uspel streti uporne Izavrijce. Izkazal se je kot energičen reformator in sposoben administrator. Izpopolnil je sistem kovanega denarja, ki ga je postavil Konstantin I. in standardiziral maso bakrenega folisa, ki se je uporabljal v vsakodnevni poslih. Reformiral je tudi davčni sistem in dokončno odpravil osovraženi chrysargyron – davek za trgovce v širšem smislu. Ko je umrl, je državni zakladnici zapustil nepredstavljivih 145.150 kg zlata.

### 527-602: Ponovna osvojitev zahodnih provinc
Justinijan I., sin ilirskega kmeta, ki je verjetno vladal že med vladanjem njegovega strica Justina I. (518–527), je postal cesar leta 527 in začel obdobje ponovnega osvajanja izgubljenih rimskih ozemelj. Leta 532 je poskušal zavarovati vzhodno mejo cesarstva s podpisom mirovne pogodbe s perzijskim vladarjem Kozravom I. s katero se je obvezal, da bo v zameno za mir Perzijcem plačeval ogromen letni davek. Še isto leto je preživel upor Nika v Konstantinoplu, v katerem je bilo požgano skoraj pol mesta in ubito neka deset tisoč ljudi. Po uporu je utrdil svojo oblast in dal usmrtiti 30.000-35.000 upornikov.
Osvajanja na zahodu so se začela leta 533, ko je tja poslal svojega generala Belizarja z nalogo, da osvoji nekdanjo provinco Afriko in njeno prestolnico Kartagino in prežene Vandale, ki so tam vladali od leta 429. Belizar je presenetljivo lahko premagal Vandale, glavna lokalna plemena pa so se mu upirala vse do leta 548.
V ostrogotski Italiji je po smrti Teodorika I. leta 527 zavladal njegov desetletni nečak Atalarik, ki je že leta 534 umrl. Teodorikova hčerka Amalasunta, ki je vladala kot njegova regentka, je za svojega sovladarja imenovala Teodahada (vladal 534-536). Teodahad jo je odstavil in pregnal v Toskano, kjer so jo spomladi leta 534 ali 535 umorili. Leta 535 je manjša bizantinska vojska uspešno napadla Sicilijo, potem pa so Vizigoti okrepili obrambo, tako da so jih Bizantinci dokončno premagali šele leta 540, ko je Belizar po uspešnem obleganju Neaplja in Rima osvojil Raveno. Leta 535-536 je Teodahad poslal v Konstantinopel papeža Agapita I. z zahtevo po umiku bizantinske vojske s Sicilije, Dalmacije in Italije. Agapitu ni uspelo podpisati miru z Justinijanom, uspelo pa mu je javno ožigosati konstantinopelskega monofizitskega patriarha Antima I., kljub temu da je užival podporo in zaščito cesarice Teodore.
Vizigoti so se kmalu zatem združili pod poveljstvom kralja Totile in leta 546 zasedli Rim. Belizarja, katerega so leta 544 poslali nazaj v Italijo, so leta 549 odpoklicali v Konstantinopel. Po prihodu armenskega evnuha Narzesa z vojsko kakšnih 35.000 mož V Italijo, se je gotska vojna sreča končala. Totila je bil poražen v bitki pri Taginah julija 552, njegov naslednik Teja pa v bitki pri Mons Lactarius oktobra 552. Vojna za osvojitev Italije se je končala, četudi se je nekaj gotskih vojaških posadk še upiralo in so vanjo kmalu zatem vdrli Franki in za njimi Alemani.
Leta 551 je hispanski vizigotski plemič Atanagild zaprosil Justinijana za pomoč v uporu proti svojemu kralju Agilu I.. Cesar je na zahod poslal vojsko pod poveljstvom uspešnega generala Liberija. Njegovi vojski je uspelo osvojiti ozek pas iberske sredozemske obale in se tam obdržati do vladavine cesarja Heraklija.
Na vzhodu so se vojne s Sasanidi nadaljevale do leta 561, ko sta se Justinijanova in Kozravova delegacija dogovorili za petdesetleten mir. Justinijan je do sredine 550. let zmagal v večini vojnih operacij, razen na Balkanu, kamor so vedno pogosteje vdirali Slovani in Gepidi. Leta 559 se je cesarstvo soočilo z veliko invazijo Kutrigurov in Slovenov. Justinijan je zato vpoklical že upokojenega generala Belizarja, ki je odbil napad Hunov. Po okrepitvi donavskega vojnega ladjevja so se kutrigurski Huni začeli umikati in si z mirovno pogodbo zagotovili neoviran umik preko Donave.
Med Justinijanovo vladavino je desetčlanska komisija izbranih pravnikov pod vodstvom Ivana Kapadoškega zbrala in uredila vse takrat veljavne bizantinske zakonike in pravne akte in jih leta 529 objavila kot Justinijanov zakonik (Codex Iustinianus). Zakonik so do leta 534 znatno posodobili in ponovno objavili. Sprejeti pravni red je veljal skoraj do konca bizantinskega obdobja.
V 6. stoletju je bil vpliv grško-rimske kulture v Vzhodnem cesarstvu še vedno velik. Med njene prominentne predstavnike je spadal tudi filozof Janez Filopon. Tradicionalno kulturo sta vedno bolj izpodrivali krščanska filozofija in kultura. S himnami Romana Meloda se je začela razvijati tudi božja liturgija. Arhitekti in gradbeniki so dokončali zidavo nove bazilike Hagije Sofije, ki stoji na mestu starejše cerkve, porušene v uporu Nika. Hagija Sofija spada med največje spomenike bizantinske arhitekture. V 6. in 7. stoletju je cesarstvo prizadela vrsta epidemij, ki so močno razredčile prebivalstvo in povzročile znaten upad gospodarstva in oslabitev cesarstva.
Po Justinijanovi smrti leta 565 je njegov naslednik Justin II. prenehal plačevati Perzijcem ogromen letni davek. V tem času so Italijo napadli Langobardi, tako da je do konca stoletja cesarstvu ostala samo še tretjina italskega ozemlja. Justinov naslednik Tiberij II., ki se je moral odločati med dvema sovražnikoma, je Avarom odobril nekaj subvencij in sprožil vojaške operacije proti Perzijcem. Njegov general Mavricij se je uspešno vojskoval na vzhodni fronti, subvencije pa Avarov niso ustavile in leta 582 so osvojili bizantinsko balkansko trdnjavo Sirmium. Preko Donave so začeli vdirati tudi Slovani. Mavricij, ki je medtem nasledil Tiberija II., se je vmešal v perzijsko državljansko vojno. Na perzijski prestol je ponovno posadil Kozrava II. in z njim poročil svojo hčerko. S pogodbo s svojim novim tastom je pomaknil meje cesarstva proti vzhodu in svojo pozornost usmeril proti Balkanu. Do leta 602 je z nizom uspešnih vojnih pohodov potisnil Avare in Slovane nazaj preko Donave.

### Krčenje meja

#### Heraklijska dinastija
Fokas je leta 602 odstavil in umoril cesarja Mavricija, kar je Kozrav II. izkoristil za pretvezo za ponovno osvojitev Mezopotamije. Fokas, ki je bil nepriljubljen vladar in je v bizantinskih virih vedno prikazan kot tiran, je bil tarča številnih zarot, ki jih je organiziral senat. Leta 610 ga je končno odstavil Heraklij, ki je priplul iz Kartagine z ikono na ladijskem premcu. Po Heraklijevem prevzemu oblasti so Sasanidi prodrli do Male Azije. Osvojili so Damask in Jeruzalem in odnesli sveti križ v Ktezifon. Heraklijeva protiofenziva je imela značilnosti svete vojne. Njegova vojska je namesto prapora nosila Kristusovo sliko (aheiropoieton). Bizantinska vojska je v bitki pri Ninivah leta 627 uničila glavnino sasanidske vojske in Heraklij je leta 629 v mogočni procesiji vrnil sveti križ v Jeruzalem.  Vojna je izčrpala tako Bizantinsko kot Sasanidsko cesarstvo in obe sta postali ranljivi za muslimanske vojske, ki so se pojavile v naslednjih letih. Sasanidi so leta 634 izgubili svojo prestolnico Ktezifon,  Bizantinci pa so leta 636 doživeli katastrofalen poraz v bitki z Arabci pri Jarmuku.
Arabci, ki so zdaj trdno obvladovali Sirijo in Levant, so pogosto vpadali globoko v Malo Azijo in leta 674-678 oblegali sam Konstantinopel. Arabsko ladjevje jim je uspelo odgnati z grškim ognjem. Sledil je podpis tridesetletne mirovne pogodbe z Omajadskim kalifatom. Stalni vpadi v Malo Azijo so se kljub temu nadaljevali in pospešili zaton klasične urbane kulture. Prebivalci mnogih mest so ali utrdili in preselili v mnogo manjše dele mesta znotraj starega mestnega obzidja ali se v celoti preselili v bližnje trdnjave. V Konstantinoplu se je število prebivalcev zmanjšalo s 500.000 na samo 40.000-70.000. Mesto se je, tako kot druga mestna središča, delno ruraliziralo. Po perzijski in kasneje arabski zasedbi Egipta leta 618 je mesto izgubilo brezplačne dobave žita in razdeljevanje žita se je ukinilo. Praznino, ki je nastala po izginotju starih, delno avtonomnih civilnih institucij, je zamenjal sistem vojnih okrožij (themata). Mala Azija je bila razdeljena na téme, v katerih so bile nastanjene različne vojske, ki so predstavljale tudi civilno oblast in bile neposredno odgovorne centralni državni upravi. Sistem je imel korenine morda v ad hoc ukrepih, ki jih je uvedel Heraklij, vendar se je v 7. stoletju razvil v popolnoma nov sistem državne vladavine.
Premik velikega števila vojaških enot z Balkana na vzhod za obrambo pred Perzijci in nato Arabci je odprl vrata postopnemu prodiranju slovanskih plemen proti jugu. Mesta na Balkanu so se, podobno kot v Mali Aziji, skrčila na majhna utrjena naselja. V 670. letih so pod pritiskom Hazarov preko Donave na jug vdrli Bolgari in leta 680 porazili Bizantince. Naslednje leto je Konstantin IV. podpisal z bolgarskim kanom Asparuhom mirovno pogodbo, s katero je bolgarska država dobila oblast nad številnimi slovanskimi plemeni, ki so se tja naselila že pred prihodom Bolgarov. Bolgari so, vsaj uradno, priznavali nadoblast Bizantincev. Leta 687–688 je cesar Justinijan II. proti Bolgarom in Slovanom poslal vojsko in dosegel znatne uspehe. Dejstvo, da si je moral pot iz Trakije v Makedonijo izboriti, kaže, kako zelo je upadla moč cesarstva na severnem Balkanu.
Justinijan II. je poskušal z visokimi obdavčitvami in imenovanjem outsiderjev na visoke upravne položaje zlomiti moč mestne aristokracije, zato so ga leta 695 odstavili. Povezal se je s Hazari in nato z Bolgari in se leta 705 vrnil v Konstantinopel z vojsko bolgarskega kana Tervela. Ponovno je zasedel bizantinski prestol in proti svojim nasprotnikom vzpostavil vladavino terorja. Leta 711 so ga dokončno odstavili in Heraklijska dinastija je ugasnila.

#### Izavrijska dinastija do prihoda Bazilija I.
Leon III. je leta 718 ustavil arabske vdore in sklenil reorganizirati in utrditi téme v Mali Aziji. Njegov naslednik Konstantin V. je nekajkrat prepričljivo zmagal v severni Siriji in popolnoma spodkopal moč Bolgarov.  Po uporu Tomaža Slovana na začetku 820. let so Arabci izkoristili slabosti cesarstva in zavzeli Kreto in leta 827 še Sicilijo. Leta 863 je general Petronas prepričljivo premagal melitenskega emirja Umarja Al Akta.
Na začetku 9. stoletja so ponovno začeli groziti Bolgari pod cesarjem Krumom, dokler ni Krumov sin Omurtag leta 815 ali 816 s cesarjem Leonom V. podpisal mirovne pogodbe.
Za 8. in 9. stoletje so pomembni tudi verske polemike in delitev na ikonoklaste in ikonodule. Cesarja Leon in Konstantin sta prepovedala čaščenje ikon, kar je v celem cesarstvu sprožilo upor njihovih zagovornikov - ikonodulov. Na pobudo cesarice Irene je bil lete 787 sklican drugi nicejski cerkveni zbor, ki je sklenil, da se ikone lahko globoko spoštujejo, njihovo čaščenje pa ni dovoljeno.
Teofan Spovednik piše, da se je Irena domnevno dogovarjala za svojo poroko s cesarjem Karlom Velikim, vendar ji je načrte prekrižal eden od njenih  protežirancev Etios.
Na začetku 9. stoletja je Leon V. ponovno uvedel politiko ikonoklazma, vendar jo je cesarica Teodora leta 843 s pomočjo patriarha Metodija ponovno ukinila. Ikonoklazem je igral pomembno vlogo tudi v nadaljnjem odtujevanju vzhoda od zahoda. Stanje se je še poslabšalo med tako imenovano Fotijevo shizmo, ko je papež Nikolaj I. izpodbijal Fotijevo imenovanje za ekumenskega pariarha Konstantinopla.

### 867-1025: Makedonska dinastija in oživitev cesarstva
Prihod Bazilija I. na bizantinski prestol leta 867 je pomenil začetek makedonske dinastije, ki je vladala naslednji dve in pol stoletji in dala nekaj najbolj sposobnih cesarjev v bizantinski zgodovini. V tem obdobju si je cesarstvo opomoglo in ponovno oživelo. Obdobje obrambe pred zunanjimi napadalci se je sprevrglo v obdobje ponovnega osvajanja izgubljenih ozemelj.  Poleg ponovne vzpostavitve vojaške in politične moči je za makedonsko obdobje značilna tudi oživitev kulture, filozofije in umetnosti. Cesarstvo je poskušalo ponovno vzpostaviti sijaj obdobja pred slovanskimi in arabskimi vdori. Nekateri zgodovinarji menijo, da je bilo makedonsko obdobje zlata doba Bizanca. Četudi je bilo cesarstvo mnogo manjše kot v Justinijanovem obdobju, je bilo veliko močnejše, ker je bilo preostalo ozemlje geografsko bolj strnjeno in  politično, gospodarsko in kulturno bolj enotno.

#### Vojne z Arabci
V prvih letih Bazilijevega vladanja so uspešno odbijali arabske napade na Dalmacijo in regija je ponovno prišla pod popolno bizantinsko oblast. Takšno stanje je omogočilo bizantinskim misijonarjem potovanja na Balkan in spreobračanje Srbov in kneževin na ozemlju današnje Bosne in Hercegovine in Črne gore v pravoslavno krščanstvo. Poskus ponovne osvojitve Malte se je sprevrgel v katastrofo, ker je lokalno prebivalstvo stopilo na arabsko stran in pobilo bizantinsko garnizijo. Bizantinski položaj v južni Italiji se je v nasprotju z Malto postopoma utrdil in Bari je leta 873 ponovno prišel pod bizantinsko oblast. Večina južne Italije je ostala v bizantinskih rokah še naslednjih dvesto let. Na bolj pomembni vzhodni fronti je cesarstvo utrdilo svojo obrambo in prešlo v ofenzivo. Bizantinci so porazili Pavličane in zasedli njihovo prestolnico Tefrike (Divriği), medtem ko se je ofenziva proti Abasidskemu kalifatu začela s ponovno osvojitvijo Samosate.
Pod Bazilijevim sinom in naslednikom Leonom VI. so se osvajanja nadaljevala, tokrat na račun oslabljenega Abasidskega kalifata. Arabci so leta 902 kljub temu osvojili Sicilijo in leta 904 izropali Solun, drugo največje mesto v državi. Šibkost cesarstva na morju so kmalu odpravili in bizantinsko ladjevje je ponovno osvojilo Ciper, katerega so izgubili v 7. stoletju in Laodikejo v Siriji. Cesarstvo kljub tem uspehom še vedno ni bilo sposobno zadati odločilnega udarca Arabcem, ki so leta 911 uničili cesarsko vojsko med poskusom ponovne osvojitve Krete.
Smrt bolgarskega carja Simeona I. leta 927 je resno oslabila Bolgare in omogočila Bizantincem, da so svoje sile skoncentrirali na vzhodni fronti. Leta 934 so osvojili Meliteno, leta 943 pa je slavni general Kourkouas nadaljeval ofenzivo v Mezopotamiji in dosegel nekaj spoštovanja vrednih zmag. Ofenziva je dosegla svoj višek z osvojitvijo Edese. Generala so še posebej slavili zato, ker je v Konstantinopel vrnil Mandilion, ikono, na kateri se je v Edesi čudežno pojavila Kristusova podoba.
Cesarja-vojaka Nikefor II. Fokas (vladal 963–969) in Ivan I. Cimisk  (vladal 969–976) sta porazila emirje iz severozahodnega Iraka in potisnila mejo cesarstva globoko na sirsko ozemlje. Nikefor je leta 962 osvojil veliko mesto Alep in leta 963 pregnal Arabce s Krete. Osvojitev Krete je pomenila konec arabskih roparskih pohodov po Egejskem morju, kar je v celinski Grčiji sprožilo ponoven razcvet. Leta 965 je dokončno osvojil Ciper. Nikeforjevi uspehi so dosegli višek leta 969 z osvojitvijo Antiohije, katero so kot provinco vključili v Bizantinsko cesarstvo.  Njegov naslednik Ivan Cikmisk je ponovno osvojil Damask, Akon, Sidon, Cezarejo in Tiberias, s čimer se je bizantinska vojska nevarno približala Jeruzalemu. Glavna arabska središča moči v Iraku in Egiptu so ostala nedotaknjena. Bazilij II. se je po več pohodih na sever leta 1025 obrnil proti bogati arabski provinci Siciliji, vendar je še pred koncem pohoda umrl. Cesarstvo se je ob njegovi smrti raztezalo od Messine do Evfrata in Donave na severu.

#### Vojne z Bolgarskim cesarstvom
Tradicionalni spori z rimskim papežem o verski nadvladi v nedavno pokristjanjeni bolgarski državi so se nadaljevali skozi celo makedonsko obdobje. Močni bolgarski car Simeon I. je prekinil osemdesetletno obdobje miru in leta 894 napadel Bizantinsko cesarstvo. Napad se je končal z umikom, ker ga je bizantinsko črnomorsko vojno ladjevje s podporo Madžarov napadlo iz zaledja. Bizantinci so bili leta 896 v bitki pri Bulgarofigonu nazadnje poraženi in prisiljeni plačevati Bolgarom letni mirovni davek.
Leon Modri je leta 912 umrl. Sovražnosti so se kmalu po njegovi smrti spet začele, ko je Simeon I. na čelu velike vojske napadel Bizantince in oblegal Konstantinopel. Bolgarska vojska je kljub temu, da je bilo mestno obzidje nepremagljivo, povzročila precejšnjo zmedo v državni upravi. Bizantinci so Simeona povabili v mesto, kjer so mu podelili krono bolgarskega carja (basileus), mladi cesar Konstantin VII. pa se je poročil z eno od njegovih hčera. Ko je upor v Konstantinoplu prekinil Simeonove dinastične načrte, je ponovno napadel Trakijo in osvojil Adrianopel. Bizantinsko cesarstvo se je zdaj soočalo z močno krščansko državo in vojsko, ki je bila samo nekaj dni hoda oddaljena on Konstantinopla in ponovnim vojskovanjem na dveh frontah.
Velik bizantinski vojni pohod pod poveljstvom generala Leona Fokasa in cesarja Romana I. Lekapena se je končal s še enim katastrofalnim porazom, tokrat v bitki pri Ahelu leta 917, ki je omogočil Bolgarom, da so naslednje leto neovirano pustošili po severni Grčiji. Leta 923 so ponovno izropali Adrianopel in naslednje leto ponovno oblegali Konstantinopel.
Simeon je leta 927 nenadoma umrl in moč Bolgarov se je sesula. Začelo se je obdobje mirnih odnosov med državama, tako da se je Bizantinsko cesarstvo ponovno posvetilo Arabcem na vzhodu. Leta 968 je Bolgarijo opustošila Kijevska Rusija pod Svjatoslavom I. Kijevskim, tri leta kasneje pa je Ivan I. Cimisk porazil Ruse in vzhodno Bolgarijo priključil k svojemu cesarstvu.
Odpor Bolgarov je ponovno oživel med vladavino Komitopulske dinastije. Bizantinski cesar Bazilij II. (vladal 976-1025) si je za glavni cilj postavil pokoritev Bolgarov, vendar se je njegov prvi pohod proti njim končal s ponižujočim porazom pri Trajanovih vratih. Naslednjih nekaj let se je moral ukvarjati predvsem z notranjimi upori v Mali Aziji, medtem pa so Bolgari širili svoje ozemlje na Balkan. Vojna z njimi se je vlekla skoraj dvajset let, potem pa so Bizantinci v bitkah pri Sperheju in Skopju odločilno oslabili bolgarsko armado. Sledil je niz letnih vojnih pohodov, v katerih je Bazilij sistematično uničeval bolgarske trdnjave.  V bitki na Belasici leta 1014 so bili Bolgari dokončno uničeni. Izročilo pravi, da je Bizantinci 99 od 100 vojnih ujetnikov oslepili, stotemu pa so iztaknili samo eno oko, da je lahko slepe odpeljal domov. Ko je car Samuil videl oslepljene vojake svoje nekoč mogočne vojske, je od šoka umrl. Leta 1018 so se vdale še zadnje bolgarske trdnjave in cela država je spet postala del Bizantinskega cesarstva.  Meja cesarstva se je ponovno pomaknila na Donavo, kjer je bila nazadnje med vladavino cesarja Heraklija.

#### Odnosi s Kijevsko Rusijo
Bizantinsko cesarstvo je imelo v obdobju od leta  850 do 1100 mešane odnose z novo državo Kijevsko Rusijo, ki je nastala severno od Črnega morja. Zelo kmalu je postalo glavni trgovski in kulturni partner Kijeva.
Rusi so prvič napadli Konstantinopel leta 860 in oplenili njegova predmestja. Leta 941 so se pojavili na maloazijski obali Bosporja, vendar so jih Bizantinci tokrat popolnoma uničili. Zmaga kaže na izboljšave v bizantinski vojski po letu 907, saj je vsiljivce pred tem lahko odvračala samo bizantinska diplomacija. Bazilij II. ni smel prezreti naraščajoče moči Kijevske Rusije, zato je po zgledu na svoje predhodnike kot orožje za doseganje svojih ciljev uporabil vero. Bizantinsko-ruski odnosi so se izboljšali po poroki Ane Porfirogenete v Vladimirjem Velikim leta 988 in kasnejšem pokristjanjenju Rusov. V Rusijo so bili povabljeni bizantinski duhovniki, arhitekti in umetniki, ki so v Kijevu in drugod zgradili številne stolnice in cerkve, Rusi pa so služili kot plačanci v bizantinski vojski. Najbolj znana je bila znana njihova varjaška garda.
Odnosi med državama tudi po pokristjanjenju niso bili vedno prijateljski. Najresnejši konflikt je bila vojna 968–971 v Bolgariji. Znani so tudi številni ruski pohodi proti bizantinskim mestom ob Črnem morju in samemu Konstantinoplu. Bizantinci so večino napadov odbili, pogosto pa so jim sledile mirovne pogodbe, ki so bile praviloma bolj ugodne za Ruse. Takšna je bila na primer pogodba po vojni leta 1043, s katero so Rusi jasno pokazali svoje ambicije, da kot neodvisna država konkurirajo Bizantinskemu cesarstvu.

#### Višek
Do leta 1025,  ko je Bazilij II. umrl, se je Bizantinsko cesarstvo raztezalo od Armenije na vzhodu, do Kalabrije v južni Italiji na zahodu. Dosegel je mnogo zavidljivih uspehov, med njimi osvojitev Bolgarije, priključitev delov Gruzije in Armenije in ponovno osvojitev Krete, Cipra in Antiohije. Vsi dosežki so bili trajni.
Cesar Leon VI. je dosegel popolno kodifikacijo bizantinskega prava v grškem jeziku. To monumentalno delo je obsegalo 60 zvezkov in je postalo temelj za vso kasnejšo bizantinsko zakonodajo in se študira še danes. Leon je reformiral tudi državno upravo, ponovno zarisal meje upravnih enot (themata), uredil sistem državnih položajev in privilegijev ter pravila obnašanja različnih trgovskih cehov v Konstantinoplu. Zelo je zmanjšal razdrobljenost cesarstva in ustvaril en sam center moči - Konstantinopel. Vojaški uspehi so tudi obogatili in okrepili provincijsko plemstvo v primerjavi s kmečkim prebivalstvom, katerega položaj se je spustil na raven tlačanstva.
V obdobju makedonskih cesarjev se je Konstantinopel razcvetel in postal največje in najbogatejše mesto v Evropi. V 9. in 10. stoletju je imel približno 400.000 prebivalcev. Cesarstvo je imelo učinkovito državno upravo s kompetentnimi uradniki, ki so skrbeli za notranjo in zunanjo politiko in pobiranje davkov. Del bogastva je izviral tudi iz živahnejšega trgovanja z zahodno Evropo, predvsem s svilo in kovinskimi izdelki.

#### 1054: Razcep medpravoslavjeminkatolištvom
V makedonskem obdobju je bilo tudi nekaj dogodkov, pomembnih za krščansko versko zgodovino. Prestop Bolgarov, Srbov in Rusov v pravoslavno krščanstvo je trajno spremenil verski zemljevid Evrope, ki je aktualen še danes. V pokristjanjevanju Slovanov in oblikovanju glagolske pisave, predhodnice cirilice, sta igrala zelo pomembno vlogo bizantinska misijonarja Ciril in Metod.
Leta 1054 so se odnosi med vzhodnim in zahodnim izročilom znotraj krščanske Cerkve zaostrili so te mere, da je prišlo do dokončnega razkola, imenovanega velika shizma. Uradna razglasitev ločitve Cerkva se je zgodila v soboto, 16. julija 1054, ko so trije papeževi legati med popoldansko mašo v Hagiji Sofiji na oltar položili papeževo bulo o izobčenju pravoslavne Cerkve. Velika shizma je bila v resnici samo višek nekaj stoletij trajajočega postopnega ločevanja obeh Cerkva.

### Kriza in drobitev cesarstva
Cesarstvo je kmalu zatem zašlo v težave, ki so bile v veliki meri posledica razvrednotenja sistema vojaških okrožij (tagmata) in zanemarjanja vojske. Nikefor II., Ivan Cimisk in Bazilij II. so s spreminjanjem sistema vojaških okrožij spremenili bizantinsko vojsko iz obrambne vojske, sestavljene večinoma iz bizantinskih državljanov, v vojsko plačanih profesionalcev. Takšna vojska je bila draga, v 10. stoletju pa so se zaradi zunanjih groženj potrebe po veliki vojski in gradnji dragi utrdb še povečale. Bazilij II. je ob smrti zapustil bogato državno zakladnico, zanemaril pa je imenovanje svojega naslednika. Med njegovimi prvimi nasledniki ni bilo nobenega z vojaškim in političnim talentom  in vodenje države je postopoma prešlo na državne službe. Prizadevanja za oživitev gospodarstva so povzročila samo visoko inflacijo in razvrednotenja zlatega denarja. Na vojsko se je začelo gledati kot na nepotreben strošek in politično grožnjo. Domače vojaške enote so zato razpustili in jih nadomestili s tujimi plačanci s pogodbami za posamezne intervencije.
V tem času so začeli poleg Slovanov, Seldžukov in Arabcev cesarstvo ogrožati tudi Normani, ki so se v južno Italijo priselili na začetku 11. stoletja. V obdobju sporov med Konstantinoplom in Rimom, ki so dosegli višek z veliko shizmo leta 1054, so Normani počasi, a vztrajno, prodirali proti jugu bizantinske Italije. Robert Guiscard je leta 1060 osvojili Reggio, središče tagme Kalabrija, leta 1068 Otranto in avgusta 1068 začeli oblegati Bari, glavno bizantinsko trdnjavo v Apuliji. Aprila 1071 je Bari padel. Bizantinci so izgubili svojo oblast tudi nad dalmatinskimi obalnimi mesti, ki so leta 1069 prišla pod oblast hrvaškega kralja Petra Krešimirja.
Največje razdejanje se je zgodilo v Mali Aziji, kamor so začeli v letih 1065 do 1067 na svoje prve raziskovalne pohode v bizantinsko Armenijo vdirati Turki Seldžuki. Vojaška aristokracija v Mali Aziji se je poskušala pred njimi zavarovati z izvolitvijo Romana IV. Diogena za bizantinskega cesarja. Spomladi leta 1071 se je Roman odpravil na velik vojaški pohod proti Seldžukom in v bitki s sultanom Alp Arslanom pri Manzikertu doživel katastrofalen poraz. Romana so ujeli. Z njim so spoštljivo ravnali, vendar so mu vsilili ostre mirovne pogoje. V Konstantinoplu se je medtem zgodil državni udar, v katerem je na prestol prišel Mihael VII. Dukas, ki se je moral kmalu soočiti s svojima nasprotnikoma Nikeforjem Brienijem in Nikeforjem III. Botanijatom. Seldžuki so do leta 1081 razširili svojo oblast na skoraj celo maloazijsko planoto od Armenije na vzhodu do Bitinije na zahodu. Za svojo prestolnico so izbrali Nikejo, ki je od Konstantinopla oddaljena samo 90 km.

### Komnenska dinastija in križarji
Za komnensko obdobje, v katerem se je v letih 1081 do 1185 zvrstilo pet cesarjev (Aleksej I., Ivan II., Manuel I., Aleksej II. in Andronik I.), je značilna stalna, čeprav na koncu nepopolna sanacija vojaškega, ozemeljskega, gospodarskega in političnega položaja cesarstva. Četudi so večino Male Azije zasedli Seldžuki, je bila večina bizantinskih vojaških prizadevanj v tem obdobju usmerjenih proti zahodu, še posebej proti Normanom v Italiji.
Cesarstvo je pod Komneni igralo pomembno vlogo v križarskih vojnah v Sveti deželi. Pod Aleksejem I. je pripomoglo k ponovni osvojitvi Jeruzalema, pod Ivanom II. in Manuelom I. pa je imelo ogromen kulturni in politični vpliv v Evropi, Bližnjem vzhodu in na Sredozemlju. Stiki med Konstantinoplom in »latinskim« Zahodom ter križarskimi državami so se v komnenskem obdobju znatno okrepili. V mestu samem in drugod po cesarstvu so se naselili številni beneški in drugi italijanski trgovci. Po nekaterih ocenah je bilo med 300.000-4000.000 prebivalci Konstantinopla kar 60.000 Latincev. Trgovci in številni zahodnoevropski vojaški najemniki so pomagali širiti bizantinsko tehnologijo, umetnost, književnost in kulturo po vsem latinskem Zahodu, hkrati pa so zahodne ideje in običaje prenašali na Vzhod.
Blaginja in kulturno življenje sta v komnenskem obdobju dosegla enega od vrhov v bizantinski zgodovini  in Konstantinopel je zaradi svoje velikosti, bogastva in kulture obdržal vodilno vlogo v krščanskem svetu. Svet se je ponovno začel zanimati za klasično grško filozofijo, povečalo pa se je tudi število literarnih del, napisanih v lokalni grščini. Bizantinska umetnost in književnost sta v Evropi zasedali vodilno mesto in imeli tudi ogromen dolgoročen pomen.

#### Aleksej I. in prva križarska vojna
Po katastrofalnem porazu v bitki pri Manzikertu si je Bizantinsko cesarstvo med vladavino Komnenske dinastije malo opomoglo. Prvi komnenski cesar je bil Izak I., ki je prišel na prestol leta 1057, vendar je čez dve leti abdiciral v korist dinastije Dukas. Dukasi so vladali do leta 1081, potem pa so na oblast ponovno prišli Komneni. Aleksej I. se je od samega začetka vladanja soočal z napadi Normanov pod vodstvom Roberta Guiscarda in njegovega sina Bohemunda Tarantskega, ki sta osvojila Drač in Krf in oblegala Lariso v Tesaliji. Robert Guiscard je leta 1085 umrl in Normani so se za nekaj časa umirili. Naslednje leto je umrl tudi seldžuški sultan in sultanat se je zaradi notranjega rivalstva razcepil. Aleksej sam je v bitki pri Levunionu 29. aprila 1091 presenetil in popolnoma uničil Pečenege.
Ko se je stanje na zahodu cesarstva stabiliziralo, se je Aleksej posvetil hudim gospodarskim težavam in razpadajočemu obrambnemu sistemu. Za ponovno osvojitev izgubljenega ozemlja na vzhodu in obrambo pred prodirajočimi Turki je imel premalo moči, zato so njegovi odposlanci na koncilu v Piacenzi leta 1095 papežu Urbanu II. govorili o trpljenju kristjanov na vzhodu in poudarili, da bo Vzhod brez pomoči Zahoda klonil pred muslimanskimi osvajalci.
Urban je v Aleksejevi prošnji za pomoč videl dvojno priložnost: z njo bi lahko utrdil zahodno Evropo in pod svojo oblastjo ponovno združil pravoslavno in katoliško Cerkev. Na koncilu v Clermontu je zato 27. novembra 1095 pozval vse prisotne, naj vzamejo v roke orožje in v znamenju križa krenejo na oboroženo romanje na vzhod in osvobodijo Jeruzalem. Odziv v zahodni Evropi je bil ogromen.
Aleksej je od Zahoda pričakoval vojsko izurjenih vojakov, zato je bil popolnoma nepripravljen na prihod ogromne nedisciplinirane in slabo oborožene množice, ki je že naslednje leto prišla na bizantinsko ozemlje. Poleg tega so bili med osmimi voditelji glavnine križarske vojske kar štirje Normani, med njimi tudi Bohemund Tarantski. Aleksej je hotel imeti nad njimi vsaj nekaj nadzora, zato je od njih zahteval prisego, da bodo cesarstvu vrnili vsa nekoč bizantinska ozemlja, ki jih bodo osvobodili na poti v Sveto deželo. V zameno jim je dal svoje vodnike in vojaško spremstvo.
Aleksej je dobil nazaj številna pomembna mesta in otoke in večino zahodne Male Azije, ko je križarjem odklonil pomoč pri obleganju Antiohije pa so križarski voditelji imeli svojo prisego za nično. Bohemund, ki se je odcepil od križarske glavnine in se na zvijačen način polastil oblasti v Edesi, je ustanovil svojo grofijo in se kmalu zatem začel vojskovati z Bizantinci. Leta 1108 je z Devolsko mirovno pogodbo priznal Aleksejevo nadoblast in grožnje Normanov so med Aleksejevo vladavino prenehale.

#### 1118-1180: Ivan II., Manuel I. in druga križarska vojna
Aleksejev sin Ivan II. je nasledil očeta leta 1118 in vladal do leta 1143. Bil je pobožen in predan cesar, odločen da popravi škodo, ki jo je cesarstvo utrpelo po porazu v bitki pri Manzikertu. Zaradi pobožnosti in izjemno blagega vladanja v času, ko je bila krutost nekaj vsakdanjega, so ga imenovali bizantinski Mark Avrelij.
V petindvajsetih letih vladanja je sklenil zavezništvo s Svetim rimskim cesarstvom in leta 1122 odločno premagal Pečenege v bitki pri Beroji (sedanja Stara Zagora v osrednji Bolgariji). V 1120. letih je preprečil napade Madžarov in Srbov in se leta 1130 povezal z nemškim cesarjem Lotarjem III. proti normanskemu kralju Sicilije Rogeriju II..
V zadnjem delu svojega vladanja se je osredotočil na dogajanja na vzhodu cesarstva in osebno vodil številne pohode proti Turkom v Mali Aziji. Njegove akcije so temeljito spremenile razmerje moči na vzhodu, zaradi česar so Turki prešli v obrambo. Bizantinci so osvojili veliko mest in trdnjav po celi Mali Aziji, premagali danišmendski Melitenski emirat in ponovno osvojili celo Kilikijo. Antiohijskega kneza Rajmunda Poitierskega je prisilil, da je priznal bizantinsko nadoblast. V prizadevanju, da bi se dokazal tudi v vlogi vodje krščanskega sveta, je na čelu združenih sil cesarstva in križarskih držav vkorakal v Sveto deželo, kjer je bil zaradi izdajstva svojih križarskih zaveznikov krepko razočaran. Leta 1142 se je vrnil, da bi uveljavil svoje zahteve po Antiohiji, vendar je spomladi leta 1143 po nesreči na lovu nepričakovano umrl. Rajmund se je opogumil in sklenil napasti Kilikijo, vendar je bil poražen in prisiljen oditi v Konstantinopel prosit milost novega cesarja.
Ivan II. je za naslednika izbral svojega četrtega sina Manuela I., ki se je vztrajno vojskoval tako z vzhodnimi kot z zahodnimi sosedi. V Palestini se je povezal z Jeruzalemskim kraljestvom in mu poslal veliko floto, ki je sodelovala v skupni invaziji proti Fatimidom v Egiptu. Svoj položaj vrhovnega fevdalnega vladarja križarskih držav, vključno z Antiohijo in Jeruzalemom, je zavaroval s sporazumom z antiohijskim knezom Rajnaldom in jeruzalemskim kraljem Amalrikom. V prizadevanjih za obnovitev bizantinskega nadzora nad pristanišči v južni Italiji je leta 1155 tja poslal svojo ekspedicijo, ki je zaradi nesoglasij med zavezniki propadla. Njegova vojska je kljub temu neuspehu leta 1167 uspešno napadla Ogrsko kraljestvo in premagala Madžare v bitki pri Sirmiju. Do leta 1168 je osvojil skoraj vso vzhodno obalo Jadranskega morja. Manuel je sklenil tudi več zavezništev s papežem in vladarji zahodnih krščanskih kraljestev in uspešno vodil vojsko drugega križarskega pohoda preko svojega ozemlja.
Na vzhodu je leta 1176 doživel velik poraz v bitki s Turki pri Mariokefalonu, vendar si je hitro opomogel in naslednje leto porazil Turke. Njegov poveljnik Ivan Komnen je uničil turške napadalce v bitkah pri Helionu in Lejmoherju. Vojska, ki jo je pripeljal iz Konstantinopla je skupaj s tisto, ki jo je zbral po poti, postala dovolj močna, da je uspešno branila zahodno Malo Azijo.

#### 12. stoletje: Renesansa
Ivan in Manuel Komnen sta izvajala aktivno vojaško politiko in namenjala velika finančna sredstva za vojsko in utrjevanje mest. Cesarstvo je kljub porazu v bitki pri Miriokefalonu pridobilo veliko ozemlja in povečalo stabilnost vzhodne meje v Mali Aziji in evropskih meja. Približno od leta 1081 do 1180 je vojska zagotavljala varnost, ki je omogočila bujen razcvet bizantinske civilizacije, največji od invazije Perzijcev v 7. stoletju. Ponovno so oživele tudi zahodne province. Število prebivalcev se je povečalo in začelo obdelovati nove kmetijske površine. Arheološke najdbe iz Evrope in Male Azije kažejo znatno povečanje urbanih naselij in nastajanje novih. Cvetela je tudi trgovina, predvsem z Benečani in Genovežani, pa tudi drugimi, ki so preko pristanišč v Egejskem morju in Konstantinopla trgovali z dobrinami iz križarskih držav na Bližnjem vzhodu, fatimidskim Egiptom in Bizantinskim cesarstvom.
Na področju umetnosti je ponovno oživel mozaik in lokalne šole arhitekture so začele uvajati mnogo različnih slogov.  V 12. stoletju so Bizantinci ponudili svoj model zgodnjega humanizma kot renesanso zanimanja za klasične avtorje. Najbolj značilen predstavnik je bil Evstahij Solunski. V filozofiji je ponovno oživelo klasično učenje, kakršnega ni bilo od 7. stoletja, za katero je značilno povečano število komentarjev klasičnih del. V komnenskem obdobju se je začelo klasično grško znanje prvič prenašati tudi na Zahod.

### Propadanje in razpad

#### Angelska dinastija in tretja križarska vojna
Manuel je po smrti 24. septembra 1180 zapustil prestol enajstletnemu sinu Alekseju II. Komnenu, ki je bil za ta položaj povsem neprimeren. V njegovem imenu je zato kot regentka vladala njegova mati Marija Antiohijska, ki je bila zaradi svojega normanskega porekla nepriljubljena. Mlademu cesarju se je kmalu uprl Andronik I. Komnen, vnuk Alekseja I. Komnena. Izkoristil svojo brezmejno priljubljenost v bizantinski vojski in avgusta 1182 vkorakal v Konstantinopel in spodbudil pobijanje Latincev. Po odstranitvi možnih tekmecev se je dal septembra 1183 okronati za socesarja. Alekseja II. je zatem odstavil in si celo prisvojil njegovo dvanajstletno ženo Agnezo Francosko.
Začetek Andronikovega vladanja je bil obetaven. Odločil se je izkoreniniti korupcijo in ustavil prodajo državnih položajev. Izbira novih kandidatov je temeljila na zaslugah in ne na protekciji. Uradniki so bili za svoje delo primerno plačani, kar naj bi preprečilo njihovo podkupljivost. Njegove reforme so hitro prinesle vidno izboljšanje tudi v provincah.  Ukrepi so na drugi strani razjezili aristokrate, stanje pa je še poslabšala Andronikova vedno večja duševna neuravnovešenost. Nasilje in usmrtitve so postale vedno bolj pogoste in njegovo vladanje se je sprevrglo v vladavino terorja. Zdelo se je, kot da poskuša iztrebiti aristokracijo kot celoto, saj se je borba proti njej sprevrgla v masovno klanje. Za utrditev svoje oblasti je uporabljal tudi druge, še bolj krute metode.
Andronik se kljub svoji vojaški preteklosti ni zgledoval po Izaku Komnenu in Béla III. Ogrski (vladal 1172-1196) je hrvaško ozemlje ponovno priključil k svojemu kraljestvu, Štefan Nemanjić v Srbiji (vladal 1166-1196) pa je razglasil neodvisnost od Bizantinskega cesarstva. Še večje težave je Androniku povzročil Viljem II. Sicilski, ki je leta 1185 napadel cesarstvo z invazijsko vojsko 300 ladij in 80.000 mož. Andronik je za obrambo Konstantinopla zbral 100 ladij, za obrambo prebivalstva pa se ni zmenil. Njegovo ravnanje je sprožilo upor, v katerem je s pomočjo prebivalstva oblast prevzel Izak II. Angel, odstavil cesarja in ga dal usmrtiti.
Med vladavino Izaka II., še bolj pa med vladavino njegovega brata Alekseja III. Angela je propadlo še tisto, kar je ostalo od centralizirane državne uprave in obrambe. Bizantinci so sicer pregnali Normane iz Grčije, vendar so se že leta 1186 uprli Vlahi in Bolgari, ki so ustanovili Drugo bolgarsko cesarstvo. Za notranjo politiko Angelov je bilo značilno zapravljanje javnega bogastva in slabo upravljanje državnih financ. Centralna oblast je zelo oslabela, kar je povzročilo drobljenje cesarstva. Dokazano je, da je nekaj potomcev Komnenov že pred letom 1204 v Trabzonu ustanovilo svojo delno neodvisno državo.

#### Četrta križarska vojna
Leta 1198 je papež Inocenc III. preko svojih legatov in enciklik sprožil vprašanje nove križarske vojne. Njen cilj naj bi bil osvojitev Egipta, ki je postal središče muslimanske moči v Levantu. Križarska vojska, ki se je poleti 1202 zbrala v Benetkah, je bila manjša kot so pričakovali in ni imela dovolj denarja, da bi Benečanom plačala prevoz z ladjami do Egipta. Beneška politika, ki jo je vodil postaran in slep, a še vedno ambiciozen dož Enrico Dandolo, se je razlikovala od papeževe in križarske politike, saj so Benečani živahno trgovali z Egiptom. Križarji so sprejeli dožev predlog, da namesto plačila prevoza pomagajo Benečanom osvojiti krščansko pristanišče Zadar na vzhodni jadranski obali, ki je bilo beneško vazalno mesto, vendar se je leta 1186 uprlo in sprejelo zaščito Ogrov. Mesto se je po kratkem obleganju novembra 1202 vdalo. Inocenc, ki je za beneški načrt vedel in se z njim ni strinjal, je dal križarjem pogojno odvezo, Benečanom pa ne.
Po smrti šampanjskega grofa Teobalda III. je vodstvo križarskega pohoda prevzel Bonifacij, prijatelj Hohenstaufnovca Filipa Švabskega. Bonifacij in Filip sta bila priženjena v bizantinsko cesarsko družino. V tistem času se je v zahodni Evropi pojavil Filipov svak Aleksej Angel, sin odstavljenega in oslepljenega cesarja Izaka II. Angela, ki je iskal pomoč za vrnitev na bizantinski prestol in navezal stike s križarji. Obljubil jim je ponovno združitev bizantinske Cerkve z Rimom, 200.000 srebrnih mark in dobavo vseh zalog, potrebnih za pot v Egipt. Inocenc je poskušal križarje odvrniti od načrta in jim prepovedal napasti Konstantinopel, vendar je njegova prepoved prišla šele potem, ko je križarska flota že zapustila Zadar.

#### 1204: Plenjenje Konstantinopla
Križarji so prišli pred Konstantinopel poleti 1203 in hitro napadli. V mestu so zanetili požar, ki je uničil velik del mesta, osvojili mesto in se nato umaknili. Cesar Aleksej III. Angel je pobegnil, Aleksej Angel pa je skupaj s svojim slepim očetom Izakom zavladal kot Aleksej IV.. Kmalu se je izkazalo, da novi cesar ne more izpolniti danih obljub, zato je Aleksej V. Dukas oba odstavil. Križarji so 13. aprila 1204 ponovno zavzeli mesto in tri dni ropali in neusmiljeno pobijali. Odnesli so mnogo dragocenih ikon in drugih dragocenih predmetov, med njimi porfirni kip tetrarhov in bronasto četverovprego s konstantinopelskega hipodroma, ki danes krasi vhod v baziliko svetega Marka v Benetkah. Honijat piše, da so oskrunili tudi patriarhov prestol, tako da so nanj posadili prostitutko.
Ko je Inocenc III. izvedel za njihova dejanja, jih je ostro grajal. Dogajanja so bila izven njegove kontrole, še posebej potem, ko je njegov legat križarje odvezal od njihove zaobljube, da bodo nadaljevali pot v Sveto deželo. Ko se je v mestu ponovno vzpostavil red, so križarji in Benečani nadaljevali z izvrševanjem svojega dogovora. Ustanovili so Latinsko cesarstvo in za cesarja izvolili Balduina Flandrijskega, za patriarha pa Benečana Tomaža Morosinija. Večino evropskega ozemlja Bizantinskega cesarstva so si razdelili voditelji pohoda, čeprav so se jim v Nikeji, Trabzonu in Epirju še vedno upirali.

### Propad

#### Bizantinske nasledstvene države
Bizantinci so po opustošenju Konstantinopla ustanovili dve nasledstveni državi: Nikejsko cesarstvo  in Epirski despotat. Tretjo državo, Trabzonsko cesarstvo, je nekaj tednov pred padcem Konstantinopla ustanovil Aleksej I. Trabzonski. Nikejsko cesarstvo je naslednjih nekaj desetletij životarilo in do sredine 13. stoletja izgubilo večino južne Male Azije.
Seldžuški sultanat Rum je po napadu Mongolov leta 1242-1243 oslabel, kar je spodbudilo mnogo begov in gazijev, da na bizantinskih posestih v Mali Aziji ustanovijo svoje kneževine. Eden od njih je bil Osman I., katerega cesarstvo je nekaj stoletij kasneje osvojilo Konstantinopel. Mongolska invazija je po drugi strani dala Nikeji nekaj predaha pred napadi Seldžukov in ji omogočila, da se osredotoči na Latinsko cesarstvo na severu in zahodu države.

#### Ponovna osvojitev Konstantinopla
Nikejskemu cesarstvu, ki so ga je ustanovili Laskaridi, je  leta 1261 uspelo ponovno osvojiti Konstantinopel in poraziti Epir. Bizantinsko cesarstvo je za kratek čas ponovno oživelo pod Mihaelom VIII. Paleologom, vendar se zaradi opustošenja in slabe opremljenosti ni moglo upirati sovražnikom, ki so ga obkrožali. Mihael VIII. je za nadaljevanje pohodov proti Latincem uporabil vojake iz Male Azije in kmetom naložil ogromne davke, ki so povzročili veliko nezadovoljstvo. V Konstantinoplu je z obsežnimi gradbenimi deli zaključil obnovo škode, ki je nastala po četrti križarski vojni, za kmete v Mali Aziji, ki so trpeli zaradi plenilskih pohodov muslimanskih gazijev, pa se ni zmenil.
Namesto da bi obdržal svoje posesti v Mali Aziji, je cesarstvo širil proti zahodu, kar je imelo samo kratkotrajne učinke. Da bi se izognil ponovnemu plenjenju prestolnice, je prisilil bizantinsko Cerkev, da se ukloni rimskemu papežu. Tudi ta ukrep je bil kratkotrajen in je med podeželskim prebivalstvom povzročil dodatno sovraštvo do cesarja in Konstantinopla. Poskusi cesarja Andronika II. in kasneje njegovega vnuka Andronika III. so bili zadnji, ki so poskušali Bizantinskemu cesarstvu vrniti nekdanjo slavo. Uporaba tujih vojaških najemnikov se je Androniku II. pogosto maščevala, predvsem takrat, ko je Katalonska družba svobodnih najemnikov opustošila podeželje in  še povečala slabo razpoloženje proti Konstantinoplu.

#### Vzpon Osmanov in dokončen padec Konstantinopla
Stanje v cesarstvu se je znatno poslabšalo med šest let trajajočo državljansko vojno po smrti Andronika III.. Vojna je opustošila cesarstvo in omogočila srbskemu vladarju Stefanu IV. Dušanu (vladal 1331-1346), da osvoji večino preostalega bizantinskega ozemlja in ustanovi kratkotrajno Srbsko cesarstvo. Potres leta 1354 je uničil trdnjavo na Galipoliju in omogočil Osmanom, ki so bili v državljanski vojni vojaški najemniki Ivana VI., da se utrdijo na evropski celini. Osmani so med državljansko vojno porazili Srbe in iz njih naredili svoje vazale. Po bitki na Kosovskem polju leta 1389 je večina Balkana prišla pod njihovo oblast.
Bizantinski cesarji so prosili Zahod za pomoč, vendar je papež pomoč pogojeval z združitvijo vzhodne pravoslavne Cerkve s Svetim sedežem v Rimu. Pogoj so občasno formalno izpolnili s cesarskim dekretom, pravoslavno prebivalstvo in duhovništvo pa so se nadoblasti Rima in latinskemu obredju odločno upirali. V Konstantinopel je sicer prišlo nekaj zahodnih vojakov, da bi okrepili obrambo mesta, večina zahodnih vladarjev, obremenjena z lastnimi problemi, pa ni storila nič, da bi preprečila cefranje preostalega bizantinskega ozemlja.
Konstantinopel je bil pred padcem leta 1453 povsem razdejan. Število prebivalcev se je tako zmanjšalo, da je postal skupek vasi, ki so jih ločevala polja. 2. aprila 1453 je vojska sultana Mehmeda II., ki je štela približno 80.000 mož in veliko pomožnih enot, začela oblegati mesto. Upirala se ji je maloštevilna vojska 7.000 mož, od katerih je bilo 2.000 tujcev. Mesto se kljub obrambnim jarkom in mogočnemu obzidju ni mogla dolgo upirati in je 29. maja padlo. Zadnjega bizantinskega cesarja Konstantina XI. Paleologa so nazadnje videli, ko je odložil svoje cesarske regalije in se skupaj z meščani bojeval z napadalci, ki so že osvojili mestno obzidje.

### Zapuščina
Po padcu Konstantinopla je od bizantinskega ozemlja ostal samo še Morejski despotat, v katerem so kot osmanski vazali vladali bratje zadnjega bizantinskega cesarja. Nekompetentni vladarji, neredno plačevanje davkov in upor proti Osmanom so sultana Mehmeda II. spodbudili, da je maja 1460 napadel Morejo in jo do poletja v celoti osvojil.
Trabzonsko cesarstvo, ki se je od Bizantinskega odcepilo že leta 1204, je bilo de facto zadnja nasledstvena država Bizantinskega cesarstva. Prizadevanja cesarja Davida, da bi zahodnoevropske sile spodbudil h križarski vojni proti Osmanom, so poleti 1461 sprožila osmanski napad na njegovo državo. David se je po mesec dni trajajočem obleganju Trabzona 14. avgusta 1461 vdal. Po padcu Trabzona je izginil še zadnji ostanek nekoč mogočnega Rimskega imperija.
Naslov rimskega cesarja je nasledil Andrej Paleolog, naček zadnjega cesarja Konstantina XI. Paleologa. Do padca Morejskega despotata leta 1460 je živel v Moreji (Peloponez), od koder je pobegnil v Rim in do smrti živel pod zaščito Papeške države. Sam sebe je naslavljal z Imperator Constantinopolitanus (cesar Konstantinopla). Svoje nasledstvo je prodal francoskemu kralju Karlu VIII. in Katoliškima monarhoma (Izabela I. Kastiljska in Ferdinand II. Aragonski). Nobeden od njih naslova nikoli ni uporabljal, zato je Andrej Paleolog uradno zadnji naslovni rimski cesar.
Mehmed II. in njegovi nasledniki so sami sebe imeli za naslednike Rimskega cesarstva vse do razpustitve Osmanskega cesarstva na začetku 20. stoletja.
Za naslednike vzhodnih rimskih cesarjev so se imeli tudi vladarji Donavskih kneževin (Transilvanija, Moldavija in Vlaška), kamor so se zatekli bizantinski begunci, med njimi tudi nekaj bizantinskih plemičev.
Po smrti Andreja Paleologa je vlogo cesarja kot zaščitnika vzhodne pravoslavne Cerkve prevzel Ivan III., vojvoda Moskovske velike kneževine. Ivan se je poročil z Andrejevo sestro Sofijo Paleolog in postal prvi ruski car. Njuni potomci so podpirali idejo, da je pravi naslednik Rima in Konstantinopla Moskva. Ideja, da je Ruski imperij Tretji Rim, se je obdržala do njegove ukinitve med rusko revolucijo leta 1917.